# Llista de masies del Segrià - centre
Per municipi

Llista de masies i altres construccions relacionades del centre del Segrià (municipis d'Albatàrrec, Alcarràs, Alfés, Artesa de Lleida, Aspa, Gimenells i el Pla de la Font, Montoliu de Lleida, Puigverd de Lleida, Soses, Sudanell, Sunyer i Torres de Segre) ordenades per municipi.
Informació actualitzada per un bot. Els canvis manuals es perdran quan s'actualitzi!
| imatge | Nom                           | instància de | Municipi                      | Elevació s.n.m. en m | estat de conservació | coordenades                                                          | Protecció                                  | Commons (més fotos) | WD                            |
| ------ | ----------------------------- | ------------ | ----------------------------- | -------------------- | -------------------- | -------------------------------------------------------------------- | ------------------------------------------ | ------------------- | ----------------------------- |
|        | la Caseta del Canal           | masia        | Albatàrrec                    |                      |                      | 41° 34′ 44″ N, 0° 36′ 51″ E / 41.5789199655038°N,0.614145968693704°E |                                            |                     | Modifica les dades a Wikidata |
|        | Mas del Plana                 | masia        | Albatàrrec                    |                      |                      | 41° 33′ 44″ N, 0° 37′ 02″ E / 41.562086248153°N,0.61720762255106°E   |                                            |                     | Modifica les dades a Wikidata |
|        | Mas del Tano                  | masia        | Albatàrrec                    |                      |                      | 41° 33′ 25″ N, 0° 37′ 50″ E / 41.556959054251°N,0.63058564826259°E   |                                            |                     | Modifica les dades a Wikidata |
|        | Mur d'una masia               | masia        | Albatàrrec                    |                      |                      | 41° 34′ 13″ N, 0° 35′ 59″ E / 41.570399°N,0.59971°E                  | bé integrant del patrimoni cultural català |                     | Modifica les dades a Wikidata |
|        | Torre Culler                  | masia        | Albatàrrec                    |                      |                      | 41° 34′ 27″ N, 0° 36′ 39″ E / 41.5741295243447°N,0.610724213786166°E |                                            |                     | Modifica les dades a Wikidata |
|        | Torre de Ferrer               | masia        | Albatàrrec                    |                      |                      | 41° 34′ 31″ N, 0° 37′ 56″ E / 41.5751662987043°N,0.632095310063306°E |                                            |                     | Modifica les dades a Wikidata |
|        | Torre del Camp de l'Amada     | masia        | Albatàrrec                    |                      |                      | 41° 34′ 36″ N, 0° 36′ 32″ E / 41.576586983367°N,0.608930408970891°E  |                                            |                     | Modifica les dades a Wikidata |
|        | Torre del Cisco               | masia        | Albatàrrec                    |                      |                      | 41° 33′ 58″ N, 0° 37′ 15″ E / 41.5661965880548°N,0.620790429059798°E |                                            |                     | Modifica les dades a Wikidata |
|        | Torre del Veterinari          | masia        | Albatàrrec                    |                      |                      | 41° 34′ 11″ N, 0° 35′ 46″ E / 41.5697913609741°N,0.59618073089511°E  |                                            |                     | Modifica les dades a Wikidata |
|        | Torre del Vinyes              | masia        | Albatàrrec                    |                      |                      | 41° 34′ 13″ N, 0° 36′ 12″ E / 41.5701815273003°N,0.603218185997537°E |                                            |                     | Modifica les dades a Wikidata |
|        | Torre Esquerder               | masia        | Albatàrrec                    |                      |                      | 41° 34′ 30″ N, 0° 36′ 36″ E / 41.5748642703616°N,0.610109417685445°E |                                            |                     | Modifica les dades a Wikidata |
|        | Torre Farragut                | masia        | Albatàrrec                    |                      |                      | 41° 34′ 26″ N, 0° 37′ 08″ E / 41.5740262088023°N,0.618763870445106°E |                                            |                     | Modifica les dades a Wikidata |
|        | Torre Nova                    | masia        | Albatàrrec                    |                      |                      | 41° 34′ 05″ N, 0° 36′ 25″ E / 41.5681408293898°N,0.606855486036523°E |                                            |                     | Modifica les dades a Wikidata |
|        | Casa dels Motors              | masia        | Alcarràs                      |                      |                      | 41° 38′ 26″ N, 0° 26′ 58″ E / 41.6404312685335°N,0.449315420146511°E |                                            |                     | Modifica les dades a Wikidata |
|        | Casa Manuel                   | masia        | Alcarràs                      |                      |                      | 41° 37′ 44″ N, 0° 21′ 34″ E / 41.6287821094495°N,0.359446821302762°E |                                            |                     | Modifica les dades a Wikidata |
|        | Casa Serafín                  | masia        | Alcarràs                      |                      |                      | 41° 37′ 23″ N, 0° 25′ 02″ E / 41.6231127921155°N,0.417087038708847°E |                                            |                     | Modifica les dades a Wikidata |
|        | Casal de Vallmanya            | masia        | Alcarràs                      |                      |                      | 41° 36′ 53″ N, 0° 23′ 57″ E / 41.61478°N,0.39911°E                   | bé cultural d'interès local                |                     | Modifica les dades a Wikidata |
|        | Caseta del Manel              | masia        | Alcarràs                      |                      |                      | 41° 35′ 58″ N, 0° 23′ 18″ E / 41.5994457473189°N,0.388455808723832°E |                                            |                     | Modifica les dades a Wikidata |
|        | Caseta del Pantanet           | masia        | Alcarràs                      |                      |                      | 41° 38′ 15″ N, 0° 26′ 30″ E / 41.6374705618367°N,0.441724771139831°E |                                            |                     | Modifica les dades a Wikidata |
|        | el Muntanyès                  | masia        | Alcarràs                      |                      |                      | 41° 38′ 06″ N, 0° 26′ 50″ E / 41.6348800255819°N,0.447133450691206°E |                                            |                     | Modifica les dades a Wikidata |
|        | Granja del Perutxo            | masia        | Alcarràs                      | 152.5                |                      | 41° 35′ 06″ N, 0° 29′ 33″ E / 41.5849°N,0.492447°E                   |                                            |                     | Modifica les dades a Wikidata |
|        | la Mitgera                    | masia        | Alcarràs                      |                      |                      | 41° 36′ 04″ N, 0° 27′ 57″ E / 41.6010428257616°N,0.465806401015104°E |                                            |                     | Modifica les dades a Wikidata |
|        | la Valleta                    | masia        | Alcarràs                      |                      |                      | 41° 35′ 58″ N, 0° 28′ 29″ E / 41.5993810342873°N,0.474594255274353°E |                                            |                     | Modifica les dades a Wikidata |
|        | la Vaqueria                   | masia        | Alcarràs                      |                      |                      | 41° 38′ 01″ N, 0° 22′ 51″ E / 41.6335126091576°N,0.380789844996286°E |                                            |                     | Modifica les dades a Wikidata |
|        | lo Mas Vell                   | masia        | Alcarràs                      |                      |                      | 41° 37′ 03″ N, 0° 31′ 16″ E / 41.6175772403505°N,0.521074992546367°E |                                            |                     | Modifica les dades a Wikidata |
|        | lo Xalet dels Mestres         | masia        | Alcarràs                      |                      |                      | 41° 36′ 36″ N, 0° 32′ 05″ E / 41.609873149179°N,0.534714528209433°E  |                                            |                     | Modifica les dades a Wikidata |
|        | los Tres d'Ignasi             | masia        | Alcarràs                      |                      |                      | 41° 35′ 55″ N, 0° 27′ 33″ E / 41.5986687610932°N,0.459036362544915°E |                                            |                     | Modifica les dades a Wikidata |
|        | Mas d'Albert del Quelet       | masia        | Alcarràs                      |                      |                      | 41° 36′ 48″ N, 0° 27′ 18″ E / 41.6133115914901°N,0.454909139781705°E |                                            |                     | Modifica les dades a Wikidata |
|        | Mas d'Isidre Canadell         | masia        | Alcarràs                      |                      |                      | 41° 36′ 50″ N, 0° 27′ 19″ E / 41.6140023736957°N,0.455193994941324°E |                                            |                     | Modifica les dades a Wikidata |
|        | Mas de Caram                  | masia        | Alcarràs                      |                      |                      | 41° 35′ 55″ N, 0° 25′ 54″ E / 41.5987343089703°N,0.431605902044049°E |                                            |                     | Modifica les dades a Wikidata |
|        | Mas de Cisco el Negre         | masia        | Alcarràs                      |                      |                      | 41° 36′ 55″ N, 0° 28′ 14″ E / 41.6153528398859°N,0.470670568825799°E |                                            |                     | Modifica les dades a Wikidata |
|        | Mas de Fidel                  | masia        | Alcarràs                      |                      |                      | 41° 35′ 36″ N, 0° 26′ 46″ E / 41.5933656355564°N,0.446107536141255°E |                                            |                     | Modifica les dades a Wikidata |
|        | Mas de Gasparó Fontanals      | masia        | Alcarràs                      |                      |                      | 41° 36′ 00″ N, 0° 25′ 46″ E / 41.6000551225949°N,0.429453772123246°E |                                            |                     | Modifica les dades a Wikidata |
|        | Mas de Jaume d'Horta          | masia        | Alcarràs                      |                      |                      | 41° 36′ 54″ N, 0° 31′ 41″ E / 41.6151151063401°N,0.528022086148714°E |                                            |                     | Modifica les dades a Wikidata |
|        | Mas de Josep                  | masia        | Alcarràs                      |                      |                      | 41° 37′ 30″ N, 0° 27′ 09″ E / 41.6249184798354°N,0.45237592205351°E  |                                            |                     | Modifica les dades a Wikidata |
|        | Mas de Josep lo Pubilla       | masia        | Alcarràs                      |                      |                      | 41° 37′ 34″ N, 0° 27′ 19″ E / 41.626159032423°N,0.4552050455264°E    |                                            |                     | Modifica les dades a Wikidata |
|        | Mas de Josep Marina           | masia        | Alcarràs                      |                      |                      | 41° 36′ 58″ N, 0° 27′ 45″ E / 41.616056472542°N,0.462554089284665°E  |                                            |                     | Modifica les dades a Wikidata |
|        | Mas de Josepet de Macianet    | masia        | Alcarràs                      |                      |                      | 41° 36′ 04″ N, 0° 28′ 10″ E / 41.6012377566732°N,0.469338383361711°E |                                            |                     | Modifica les dades a Wikidata |
|        | Mas de Juanito l'Inspector    | masia        | Alcarràs                      |                      |                      | 41° 35′ 50″ N, 0° 27′ 48″ E / 41.5973391903303°N,0.463263836958808°E |                                            |                     | Modifica les dades a Wikidata |
|        | Mas de l'Albert               | masia        | Alcarràs                      |                      |                      | 41° 37′ 06″ N, 0° 27′ 50″ E / 41.618246189541°N,0.46391755026925°E   |                                            |                     | Modifica les dades a Wikidata |
|        | Mas de l'Enric el Rei         | masia        | Alcarràs                      |                      |                      | 41° 36′ 49″ N, 0° 27′ 51″ E / 41.6136811632188°N,0.464291379909303°E |                                            |                     | Modifica les dades a Wikidata |
|        | Mas de la Castellana          | masia        | Alcarràs                      |                      |                      | 41° 36′ 37″ N, 0° 25′ 12″ E / 41.6101575639578°N,0.420100279265814°E |                                            |                     | Modifica les dades a Wikidata |
|        | Mas de la Llum                | masia        | Alcarràs                      |                      |                      | 41° 34′ 43″ N, 0° 29′ 23″ E / 41.5785577187645°N,0.489763574466499°E |                                            |                     | Modifica les dades a Wikidata |
|        | Mas de la Mitgera             | masia        | Alcarràs                      |                      |                      | 41° 36′ 27″ N, 0° 25′ 14″ E / 41.6073871002181°N,0.42065471840047°E  |                                            |                     | Modifica les dades a Wikidata |
|        | Mas de la Pigada              | masia        | Alcarràs                      |                      |                      | 41° 36′ 53″ N, 0° 25′ 04″ E / 41.614619830629°N,0.417882163264752°E  |                                            |                     | Modifica les dades a Wikidata |
|        | Mas de Lluís de Gaspar        | masia        | Alcarràs                      |                      |                      | 41° 35′ 44″ N, 0° 27′ 23″ E / 41.5955120334365°N,0.456388805881688°E |                                            |                     | Modifica les dades a Wikidata |
|        | Mas de Lluís el Figa          | masia        | Alcarràs                      |                      |                      | 41° 35′ 29″ N, 0° 28′ 00″ E / 41.5913718299396°N,0.466700782323244°E |                                            |                     | Modifica les dades a Wikidata |
|        | Mas de Mateuet                | masia        | Alcarràs                      |                      |                      | 41° 35′ 40″ N, 0° 26′ 21″ E / 41.5944013381502°N,0.439228169357531°E |                                            |                     | Modifica les dades a Wikidata |
|        | Mas de Minyo                  | masia        | Alcarràs                      |                      |                      | 41° 34′ 45″ N, 0° 33′ 22″ E / 41.5791803516321°N,0.556249832477687°E |                                            |                     | Modifica les dades a Wikidata |
|        | Mas de Pepe Nadal             | masia        | Alcarràs                      |                      |                      | 41° 36′ 58″ N, 0° 25′ 49″ E / 41.6162096762743°N,0.430144172017614°E |                                            |                     | Modifica les dades a Wikidata |
|        | Mas de Peret del Molí         | masia        | Alcarràs                      |                      |                      | 41° 36′ 29″ N, 0° 27′ 32″ E / 41.6079572477958°N,0.458767699406346°E |                                            |                     | Modifica les dades a Wikidata |
|        | Mas de Pitot                  | masia        | Alcarràs                      |                      |                      | 41° 35′ 48″ N, 0° 26′ 21″ E / 41.5967059691214°N,0.439185005266944°E |                                            |                     | Modifica les dades a Wikidata |
|        | Mas de Pubill                 | masia        | Alcarràs                      |                      |                      | 41° 36′ 10″ N, 0° 26′ 37″ E / 41.6027314981207°N,0.443650214824392°E |                                            |                     | Modifica les dades a Wikidata |
|        | Mas de Ramon Cercós           | masia        | Alcarràs                      |                      |                      | 41° 36′ 04″ N, 0° 27′ 09″ E / 41.6011733310268°N,0.452566759582823°E |                                            |                     | Modifica les dades a Wikidata |
|        | Mas de Sandàlia               | masia        | Alcarràs                      |                      |                      | 41° 34′ 31″ N, 0° 33′ 22″ E / 41.5752881423745°N,0.556180744143497°E |                                            |                     | Modifica les dades a Wikidata |
|        | Mas de Sebastià el Xarletes   | masia        | Alcarràs                      |                      |                      | 41° 35′ 24″ N, 0° 27′ 36″ E / 41.590098831862°N,0.460032476213425°E  |                                            |                     | Modifica les dades a Wikidata |
|        | Mas de Soses                  | masia        | Alcarràs                      |                      |                      | 41° 37′ 40″ N, 0° 21′ 25″ E / 41.6277082860423°N,0.357005947395819°E |                                            |                     | Modifica les dades a Wikidata |
|        | Mas de Tariol                 | masia        | Alcarràs                      |                      |                      | 41° 36′ 14″ N, 0° 26′ 51″ E / 41.6039225216245°N,0.447394911079652°E |                                            |                     | Modifica les dades a Wikidata |
|        | Mas de Vitores                | masia        | Alcarràs                      |                      |                      | 41° 34′ 59″ N, 0° 30′ 19″ E / 41.5831010056181°N,0.505253450296049°E |                                            |                     | Modifica les dades a Wikidata |
|        | Mas de Volta                  | masia        | Alcarràs                      |                      |                      |                                                                      | bé cultural d'interès local                |                     | Modifica les dades a Wikidata |
|        | Mas del Botero                | masia        | Alcarràs                      |                      |                      | 41° 37′ 36″ N, 0° 24′ 36″ E / 41.6267457286687°N,0.410040011653982°E |                                            |                     | Modifica les dades a Wikidata |
|        | Mas del Bruno                 | masia        | Alcarràs                      |                      |                      | 41° 36′ 27″ N, 0° 22′ 12″ E / 41.6075687586342°N,0.369876387565283°E |                                            |                     | Modifica les dades a Wikidata |
|        | Mas del Canyissaire           | masia        | Alcarràs                      |                      |                      | 41° 36′ 11″ N, 0° 26′ 53″ E / 41.6029563503495°N,0.448092958091464°E |                                            |                     | Modifica les dades a Wikidata |
|        | Mas del Carrilet              | masia        | Alcarràs                      |                      |                      | 41° 37′ 45″ N, 0° 28′ 10″ E / 41.629176435947°N,0.46949081769225°E   |                                            |                     | Modifica les dades a Wikidata |
|        | Mas del Cisco el Punxa        | masia        | Alcarràs                      |                      |                      | 41° 36′ 09″ N, 0° 27′ 29″ E / 41.6024848508285°N,0.458106635783134°E |                                            |                     | Modifica les dades a Wikidata |
|        | Mas del Codina                | masia        | Alcarràs                      |                      |                      | 41° 37′ 23″ N, 0° 26′ 14″ E / 41.6231386643059°N,0.437142540330001°E |                                            |                     | Modifica les dades a Wikidata |
|        | Mas del Coix de Gaspar        | masia        | Alcarràs                      |                      |                      | 41° 35′ 23″ N, 0° 29′ 39″ E / 41.5898564543096°N,0.494112295185627°E |                                            |                     | Modifica les dades a Wikidata |
|        | Mas del Fartet                | masia        | Alcarràs                      |                      |                      | 41° 34′ 59″ N, 0° 27′ 36″ E / 41.5829310311906°N,0.460085658156812°E |                                            |                     | Modifica les dades a Wikidata |
|        | Mas del Figa                  | masia        | Alcarràs                      |                      |                      | 41° 36′ 03″ N, 0° 27′ 46″ E / 41.6008774332829°N,0.46280122228768°E  |                                            |                     | Modifica les dades a Wikidata |
|        | Mas del Filomeno              | masia        | Alcarràs                      |                      |                      | 41° 36′ 48″ N, 0° 25′ 45″ E / 41.6133320321831°N,0.429130384928373°E |                                            |                     | Modifica les dades a Wikidata |
|        | Mas del Furient               | masia        | Alcarràs                      |                      |                      | 41° 36′ 50″ N, 0° 24′ 47″ E / 41.6139911255532°N,0.413154857707081°E |                                            |                     | Modifica les dades a Wikidata |
|        | Mas del Joan Gras             | masia        | Alcarràs                      |                      |                      | 41° 35′ 54″ N, 0° 28′ 04″ E / 41.5982781189563°N,0.467858327526179°E |                                            |                     | Modifica les dades a Wikidata |
|        | Mas del Joanet del Gasparó    | masia        | Alcarràs                      |                      |                      | 41° 35′ 55″ N, 0° 28′ 51″ E / 41.598565612616°N,0.480937121075206°E  |                                            |                     | Modifica les dades a Wikidata |
|        | Mas del Llango                | masia        | Alcarràs                      |                      |                      | 41° 37′ 13″ N, 0° 25′ 59″ E / 41.6201538498103°N,0.432940018817597°E |                                            |                     | Modifica les dades a Wikidata |
|        | Mas del Llima                 | masia        | Alcarràs                      |                      |                      | 41° 36′ 24″ N, 0° 27′ 58″ E / 41.6065697258408°N,0.466081985195507°E |                                            |                     | Modifica les dades a Wikidata |
|        | Mas del Manonelles            | masia        | Alcarràs                      |                      |                      | 41° 37′ 03″ N, 0° 25′ 01″ E / 41.6175436117629°N,0.41693735350959°E  |                                            |                     | Modifica les dades a Wikidata |
|        | Mas del Menàs                 | masia        | Alcarràs                      |                      |                      | 41° 35′ 46″ N, 0° 27′ 31″ E / 41.5962206432745°N,0.458700527145863°E |                                            |                     | Modifica les dades a Wikidata |
|        | Mas del Mequinensà            | masia        | Alcarràs                      |                      |                      | 41° 37′ 26″ N, 0° 22′ 41″ E / 41.6238026322006°N,0.37796635790447°E  |                                            |                     | Modifica les dades a Wikidata |
|        | Mas del Moix                  | masia        | Alcarràs                      |                      |                      | 41° 34′ 18″ N, 0° 30′ 59″ E / 41.5716523731952°N,0.51640423198541°E  |                                            |                     | Modifica les dades a Wikidata |
|        | Mas del Muñoz                 | masia        | Alcarràs                      |                      |                      | 41° 37′ 27″ N, 0° 26′ 36″ E / 41.6241948997932°N,0.443318202784254°E |                                            |                     | Modifica les dades a Wikidata |
|        | Mas del Màrio Llorenç         | masia        | Alcarràs                      |                      |                      | 41° 37′ 12″ N, 0° 27′ 58″ E / 41.620098778045°N,0.46624533538188°E   |                                            |                     | Modifica les dades a Wikidata |
|        | Mas del Móra                  | masia        | Alcarràs                      |                      |                      | 41° 37′ 02″ N, 0° 25′ 59″ E / 41.6171227925452°N,0.433120302336196°E |                                            |                     | Modifica les dades a Wikidata |
|        | Mas del Noiet de Bescarri     | masia        | Alcarràs                      |                      |                      | 41° 35′ 36″ N, 0° 27′ 44″ E / 41.5934092426006°N,0.462302066756029°E |                                            |                     | Modifica les dades a Wikidata |
|        | Mas del Paquito Filomeno      | masia        | Alcarràs                      |                      |                      | 41° 37′ 15″ N, 0° 25′ 54″ E / 41.62090721093°N,0.431589868261826°E   |                                            |                     | Modifica les dades a Wikidata |
|        | Mas del Pasqual               | masia        | Alcarràs                      |                      |                      | 41° 36′ 01″ N, 0° 27′ 14″ E / 41.6003670404217°N,0.453978318640546°E |                                            |                     | Modifica les dades a Wikidata |
|        | Mas del Pau                   | masia        | Alcarràs                      |                      |                      | 41° 34′ 11″ N, 0° 33′ 18″ E / 41.5697606151257°N,0.555021999454251°E |                                            |                     | Modifica les dades a Wikidata |
|        | Mas del Peret del Nadal       | masia        | Alcarràs                      |                      |                      | 41° 36′ 56″ N, 0° 25′ 06″ E / 41.6155552592002°N,0.418228871409267°E |                                            |                     | Modifica les dades a Wikidata |
|        | Mas del Petit del Menàs       | masia        | Alcarràs                      |                      |                      | 41° 35′ 42″ N, 0° 27′ 18″ E / 41.5949135454892°N,0.454984615376761°E |                                            |                     | Modifica les dades a Wikidata |
|        | Mas del Pradell               | masia        | Alcarràs                      |                      |                      | 41° 37′ 39″ N, 0° 28′ 05″ E / 41.6273706412982°N,0.467967948747389°E |                                            |                     | Modifica les dades a Wikidata |
|        | Mas del Quico                 | masia        | Alcarràs                      |                      |                      | 41° 37′ 11″ N, 0° 28′ 43″ E / 41.6197166443718°N,0.478673404700065°E |                                            |                     | Modifica les dades a Wikidata |
|        | Mas del Ramió                 | masia        | Alcarràs                      |                      |                      | 41° 34′ 29″ N, 0° 31′ 58″ E / 41.5748041960028°N,0.532691009708568°E |                                            |                     | Modifica les dades a Wikidata |
|        | Mas del Ramonet del Quelet    | masia        | Alcarràs                      |                      |                      | 41° 36′ 55″ N, 0° 30′ 16″ E / 41.6153862555549°N,0.504321019896367°E |                                            |                     | Modifica les dades a Wikidata |
|        | Mas del Suat                  | masia        | Alcarràs                      |                      |                      | 41° 34′ 53″ N, 0° 30′ 37″ E / 41.5813029601946°N,0.51038460300148°E  |                                            |                     | Modifica les dades a Wikidata |
|        | Mas del Tano                  | masia        | Alcarràs                      |                      |                      | 41° 36′ 39″ N, 0° 27′ 41″ E / 41.61092231576°N,0.461303366342552°E   |                                            |                     | Modifica les dades a Wikidata |
|        | Mas del Teuler                | masia        | Alcarràs                      |                      |                      | 41° 35′ 53″ N, 0° 27′ 16″ E / 41.5980245702091°N,0.454346400620007°E |                                            |                     | Modifica les dades a Wikidata |
|        | Mas del Tonet del Cosses      | masia        | Alcarràs                      |                      |                      | 41° 36′ 33″ N, 0° 31′ 40″ E / 41.6092943492194°N,0.527896431267635°E |                                            |                     | Modifica les dades a Wikidata |
|        | Mas del Trullets              | masia        | Alcarràs                      |                      |                      | 41° 35′ 29″ N, 0° 28′ 19″ E / 41.5915216128376°N,0.471865581758352°E |                                            |                     | Modifica les dades a Wikidata |
|        | Mas del Xotis                 | masia        | Alcarràs                      |                      |                      | 41° 35′ 04″ N, 0° 29′ 33″ E / 41.5843838597198°N,0.49260866277565°E  |                                            |                     | Modifica les dades a Wikidata |
|        | Mas dels Manels               | masia        | Alcarràs                      |                      |                      | 41° 35′ 46″ N, 0° 26′ 12″ E / 41.5960633422725°N,0.436618921200965°E |                                            |                     | Modifica les dades a Wikidata |
|        | Mas Gran                      | masia        | Alcarràs                      |                      |                      | 41° 36′ 48″ N, 0° 21′ 21″ E / 41.6132237215214°N,0.355713596932365°E |                                            |                     | Modifica les dades a Wikidata |
|        | Mas Macianet                  | masia        | Alcarràs                      |                      |                      | 41° 36′ 01″ N, 0° 27′ 44″ E / 41.6003878070175°N,0.462244483742855°E |                                            |                     | Modifica les dades a Wikidata |
|        | Mas Solera                    | masia        | Alcarràs                      |                      |                      | 41° 37′ 17″ N, 0° 27′ 44″ E / 41.6213811511921°N,0.46223720525527°E  |                                            |                     | Modifica les dades a Wikidata |
|        | Maset d'Agustí de Caramaseta  | masia        | Alcarràs                      |                      |                      | 41° 36′ 01″ N, 0° 27′ 47″ E / 41.6001792604391°N,0.462996565673395°E |                                            |                     | Modifica les dades a Wikidata |
|        | Maset d'Antoni de Caramaseta  | masia        | Alcarràs                      |                      |                      | 41° 36′ 31″ N, 0° 28′ 38″ E / 41.6087407858599°N,0.477157060507908°E |                                            |                     | Modifica les dades a Wikidata |
|        | Maset d'Eduard Castells       | masia        | Alcarràs                      |                      |                      | 41° 36′ 39″ N, 0° 28′ 31″ E / 41.610822295813°N,0.475155833977792°E  |                                            |                     | Modifica les dades a Wikidata |
|        | Maset de Josep del Molí       | masia        | Alcarràs                      |                      |                      | 41° 37′ 00″ N, 0° 27′ 32″ E / 41.6166354386005°N,0.45900292833126°E  |                                            |                     | Modifica les dades a Wikidata |
|        | Maset de Ricardo Sossero      | masia        | Alcarràs                      |                      |                      | 41° 37′ 00″ N, 0° 27′ 19″ E / 41.6166513477456°N,0.455245820948503°E |                                            |                     | Modifica les dades a Wikidata |
|        | Maset del Canonge             | masia        | Alcarràs                      |                      |                      | 41° 36′ 57″ N, 0° 28′ 42″ E / 41.6156986128008°N,0.47820592162986°E  |                                            |                     | Modifica les dades a Wikidata |
|        | Masos del Ponent              | masia        | Alcarràs                      |                      |                      | 41° 36′ 37″ N, 0° 27′ 46″ E / 41.6103054185745°N,0.462731611323065°E |                                            |                     | Modifica les dades a Wikidata |
|        | Torre Alcolea                 | masia        | Alcarràs                      |                      |                      | 41° 35′ 58″ N, 0° 23′ 38″ E / 41.59956671218°N,0.39385997953574°E    |                                            |                     | Modifica les dades a Wikidata |
|        | Torre Benedicto               | masia        | Alcarràs                      |                      |                      | 41° 37′ 13″ N, 0° 21′ 34″ E / 41.6202906868267°N,0.359505436816048°E |                                            |                     | Modifica les dades a Wikidata |
|        | Torre Capdevila               | masia        | Alcarràs                      |                      |                      | 41° 37′ 34″ N, 0° 23′ 41″ E / 41.6260365341729°N,0.394608259496668°E |                                            |                     | Modifica les dades a Wikidata |
|        | Torre Cometa                  | masia        | Alcarràs                      |                      |                      | 41° 37′ 40″ N, 0° 22′ 10″ E / 41.6279056788183°N,0.369529562875836°E |                                            |                     | Modifica les dades a Wikidata |
|        | Torre Corbins                 | masia        | Alcarràs                      |                      |                      | 41° 37′ 50″ N, 0° 21′ 59″ E / 41.6306557485865°N,0.366524716175014°E |                                            |                     | Modifica les dades a Wikidata |
|        | Torre de Bureu                | masia        | Alcarràs                      |                      |                      | 41° 33′ 41″ N, 0° 32′ 41″ E / 41.561428118462°N,0.544807848306505°E  |                                            |                     | Modifica les dades a Wikidata |
|        | Torre de Carreró              | masia        | Alcarràs                      |                      |                      | 41° 37′ 16″ N, 0° 23′ 26″ E / 41.621107113411°N,0.39059183803308°E   |                                            |                     | Modifica les dades a Wikidata |
|        | Torre de Galceran             | masia        | Alcarràs                      |                      |                      | 41° 34′ 18″ N, 0° 33′ 04″ E / 41.5715852395319°N,0.551043347583678°E |                                            |                     | Modifica les dades a Wikidata |
|        | Torre de Giner                | masia        | Alcarràs                      |                      |                      | 41° 38′ 08″ N, 0° 22′ 57″ E / 41.6355972138306°N,0.382554158970708°E |                                            |                     | Modifica les dades a Wikidata |
|        | Torre de Jaumet               | masia        | Alcarràs                      |                      |                      | 41° 36′ 11″ N, 0° 25′ 12″ E / 41.6029310963652°N,0.419944375763091°E |                                            |                     | Modifica les dades a Wikidata |
|        | Torre de l'Alfonso            | masia        | Alcarràs                      |                      |                      | 41° 37′ 02″ N, 0° 31′ 24″ E / 41.6172746488074°N,0.523330909914404°E |                                            |                     | Modifica les dades a Wikidata |
|        | Torre de l'Esparaver          | masia        | Alcarràs                      |                      |                      | 41° 37′ 49″ N, 0° 23′ 46″ E / 41.6301964682972°N,0.396157225977916°E |                                            |                     | Modifica les dades a Wikidata |
|        | Torre de l'Eusèbio            | masia        | Alcarràs                      |                      |                      | 41° 36′ 48″ N, 0° 31′ 11″ E / 41.6133779179801°N,0.519711750927572°E |                                            |                     | Modifica les dades a Wikidata |
|        | Torre del Casal               | masia        | Alcarràs                      |                      |                      | 41° 36′ 46″ N, 0° 31′ 32″ E / 41.6129027208409°N,0.525658418850171°E |                                            |                     | Modifica les dades a Wikidata |
|        | Torre del Caterina            | masia        | Alcarràs                      |                      |                      | 41° 36′ 42″ N, 0° 31′ 40″ E / 41.6115780006209°N,0.527713186092398°E |                                            |                     | Modifica les dades a Wikidata |
|        | Torre del Caterino            | masia        | Alcarràs                      |                      |                      | 41° 37′ 08″ N, 0° 31′ 44″ E / 41.6190039701367°N,0.528773649503673°E |                                            |                     | Modifica les dades a Wikidata |
|        | Torre del Cintet              | masia        | Alcarràs                      |                      |                      | 41° 33′ 27″ N, 0° 31′ 48″ E / 41.5574453499382°N,0.530006339809096°E |                                            |                     | Modifica les dades a Wikidata |
|        | Torre del Curro               | masia        | Alcarràs                      |                      |                      | 41° 37′ 09″ N, 0° 31′ 36″ E / 41.6192287759594°N,0.526664694988528°E |                                            |                     | Modifica les dades a Wikidata |
|        | Torre del Faci                | masia        | Alcarràs                      |                      |                      | 41° 37′ 23″ N, 0° 22′ 20″ E / 41.6229659928718°N,0.372094984313069°E |                                            |                     | Modifica les dades a Wikidata |
|        | Torre del Gravat              | masia        | Alcarràs                      |                      |                      | 41° 37′ 05″ N, 0° 30′ 54″ E / 41.6181781700178°N,0.515123032103215°E |                                            |                     | Modifica les dades a Wikidata |
|        | Torre del Gravat              | masia        | Alcarràs                      |                      |                      | 41° 36′ 49″ N, 0° 31′ 32″ E / 41.6135149016138°N,0.525647010246183°E |                                            |                     | Modifica les dades a Wikidata |
|        | Torre del Llano               | masia        | Alcarràs                      |                      |                      | 41° 38′ 20″ N, 0° 23′ 15″ E / 41.638836050483°N,0.38754940517124°E   |                                            |                     | Modifica les dades a Wikidata |
|        | Torre del Marcelino           | masia        | Alcarràs                      |                      |                      | 41° 37′ 19″ N, 0° 20′ 59″ E / 41.621973320253°N,0.34974901303595°E   |                                            |                     | Modifica les dades a Wikidata |
|        | Torre del Matges              | masia        | Alcarràs                      |                      |                      | 41° 35′ 45″ N, 0° 29′ 27″ E / 41.5957494804621°N,0.490944789228563°E |                                            |                     | Modifica les dades a Wikidata |
|        | Torre del Morreres            | masia        | Alcarràs                      |                      |                      | 41° 35′ 58″ N, 0° 22′ 55″ E / 41.5993445079959°N,0.382028832905544°E |                                            |                     | Modifica les dades a Wikidata |
|        | Torre del Nap                 | masia        | Alcarràs                      |                      |                      | 41° 36′ 52″ N, 0° 31′ 20″ E / 41.6143442376321°N,0.522338971837166°E |                                            |                     | Modifica les dades a Wikidata |
|        | Torre del Nollo               | masia        | Alcarràs                      |                      |                      | 41° 36′ 47″ N, 0° 31′ 24″ E / 41.6129271739922°N,0.523449313857527°E |                                            |                     | Modifica les dades a Wikidata |
|        | Torre del Palos               | masia        | Alcarràs                      |                      |                      | 41° 33′ 20″ N, 0° 31′ 55″ E / 41.5556430285172°N,0.532053400724934°E |                                            |                     | Modifica les dades a Wikidata |
|        | Torre del Panís               | masia        | Alcarràs                      |                      |                      | 41° 35′ 10″ N, 0° 31′ 02″ E / 41.5862129761102°N,0.51711753957347°E  |                                            |                     | Modifica les dades a Wikidata |
|        | Torre del Pelegrí             | masia        | Alcarràs                      |                      |                      | 41° 36′ 51″ N, 0° 31′ 35″ E / 41.6141227700999°N,0.526271826844843°E |                                            |                     | Modifica les dades a Wikidata |
|        | Torre del Pepito              | masia        | Alcarràs                      |                      |                      | 41° 36′ 45″ N, 0° 31′ 36″ E / 41.6125469725252°N,0.526704095741284°E |                                            |                     | Modifica les dades a Wikidata |
|        | Torre del Pepon               | masia        | Alcarràs                      |                      |                      | 41° 36′ 30″ N, 0° 22′ 29″ E / 41.6082540289685°N,0.374636490673784°E |                                            |                     | Modifica les dades a Wikidata |
|        | Torre del Petit Panadella     | masia        | Alcarràs                      |                      |                      | 41° 36′ 40″ N, 0° 31′ 41″ E / 41.6110645795582°N,0.528128820562657°E |                                            |                     | Modifica les dades a Wikidata |
|        | Torre del Pusa                | masia        | Alcarràs                      |                      |                      | 41° 37′ 10″ N, 0° 31′ 57″ E / 41.6193296771276°N,0.532613888020955°E |                                            |                     | Modifica les dades a Wikidata |
|        | Torre del Racó                | masia        | Alcarràs                      |                      |                      | 41° 38′ 03″ N, 0° 22′ 24″ E / 41.6342153317652°N,0.373306447691638°E |                                            |                     | Modifica les dades a Wikidata |
|        | Torre del Revés               | masia        | Alcarràs                      |                      |                      | 41° 34′ 23″ N, 0° 33′ 00″ E / 41.5731741085507°N,0.549951852339439°E |                                            |                     | Modifica les dades a Wikidata |
|        | Torre del Senyor Màrio        | masia        | Alcarràs                      |                      |                      | 41° 34′ 10″ N, 0° 32′ 23″ E / 41.5693802706821°N,0.539733448058169°E |                                            |                     | Modifica les dades a Wikidata |
|        | Torre del Tonet               | masia        | Alcarràs                      |                      |                      | 41° 36′ 59″ N, 0° 31′ 23″ E / 41.6163775593895°N,0.523077213163815°E |                                            |                     | Modifica les dades a Wikidata |
|        | Torre del Tonet del Sermion   | masia        | Alcarràs                      |                      |                      | 41° 36′ 54″ N, 0° 31′ 07″ E / 41.6148741192695°N,0.518514275115415°E |                                            |                     | Modifica les dades a Wikidata |
|        | Torre del Vidal               | masia        | Alcarràs                      |                      |                      | 41° 34′ 16″ N, 0° 31′ 05″ E / 41.5710777325476°N,0.518153269357094°E |                                            |                     | Modifica les dades a Wikidata |
|        | Torre del Viu                 | masia        | Alcarràs                      |                      |                      | 41° 34′ 41″ N, 0° 33′ 14″ E / 41.578019653552°N,0.553762778811824°E  |                                            |                     | Modifica les dades a Wikidata |
|        | Torre del Víctor              | masia        | Alcarràs                      |                      |                      | 41° 35′ 39″ N, 0° 24′ 25″ E / 41.5940999881725°N,0.40691931874603°E  |                                            |                     | Modifica les dades a Wikidata |
|        | Torre Lúcio                   | masia        | Alcarràs                      |                      |                      | 41° 38′ 00″ N, 0° 23′ 31″ E / 41.6334072882889°N,0.391994382094295°E |                                            |                     | Modifica les dades a Wikidata |
|        | Torre Manyes                  | masia        | Alcarràs                      |                      |                      | 41° 37′ 46″ N, 0° 22′ 52″ E / 41.6295200384937°N,0.381059604200511°E |                                            |                     | Modifica les dades a Wikidata |
|        | Torre Nova                    | masia        | Alcarràs                      |                      |                      | 41° 36′ 30″ N, 0° 29′ 01″ E / 41.6082801322042°N,0.48366702509315°E  |                                            |                     | Modifica les dades a Wikidata |
|        | Torre Quartassa               | masia        | Alcarràs                      |                      |                      | 41° 34′ 20″ N, 0° 33′ 04″ E / 41.5722542373679°N,0.55116198575642°E  |                                            |                     | Modifica les dades a Wikidata |
|        | Torre Ramon Manonelles        | masia        | Alcarràs                      |                      |                      | 41° 38′ 10″ N, 0° 23′ 08″ E / 41.6360993041235°N,0.38561913535615°E  |                                            |                     | Modifica les dades a Wikidata |
|        | Torre Samuel                  | masia        | Alcarràs                      |                      |                      | 41° 36′ 31″ N, 0° 25′ 42″ E / 41.6085256736214°N,0.42845733505456°E  |                                            |                     | Modifica les dades a Wikidata |
|        | Torre Solsona                 | masia        | Alcarràs                      |                      |                      | 41° 34′ 52″ N, 0° 33′ 32″ E / 41.5809827375758°N,0.558844738519355°E |                                            |                     | Modifica les dades a Wikidata |
|        | Torreferrera                  | masia        | Alcarràs                      |                      |                      | 41° 37′ 13″ N, 0° 25′ 02″ E / 41.6204070619607°N,0.417315102959207°E |                                            |                     | Modifica les dades a Wikidata |
|        | Can Ramon                     | masia        | Alfés                         |                      |                      | 41° 31′ 06″ N, 0° 37′ 10″ E / 41.5182899619278°N,0.619419097254964°E |                                            |                     | Modifica les dades a Wikidata |
|        | Mas de les Cadolles           | masia        | Alfés                         |                      |                      | 41° 30′ 27″ N, 0° 39′ 03″ E / 41.5074727772853°N,0.650919607181983°E |                                            |                     | Modifica les dades a Wikidata |
|        | Mas del Curandero             | masia        | Alfés                         |                      |                      | 41° 29′ 37″ N, 0° 37′ 15″ E / 41.493714625188°N,0.62091432414276°E   |                                            |                     | Modifica les dades a Wikidata |
|        | Mas del Flari                 | masia        | Alfés                         |                      |                      | 41° 32′ 43″ N, 0° 37′ 34″ E / 41.5454141346721°N,0.626228402156819°E |                                            |                     | Modifica les dades a Wikidata |
|        | Mas del Mas                   | masia        | Alfés                         |                      |                      | 41° 29′ 01″ N, 0° 39′ 10″ E / 41.4837341177591°N,0.652807665471915°E |                                            |                     | Modifica les dades a Wikidata |
|        | Mas del Pere Anton            | masia        | Alfés                         |                      |                      | 41° 29′ 41″ N, 0° 39′ 07″ E / 41.494833144789°N,0.652071383047591°E  |                                            |                     | Modifica les dades a Wikidata |
|        | Mas del Sastre                | masia        | Alfés                         |                      |                      | 41° 31′ 43″ N, 0° 39′ 02″ E / 41.5285314780864°N,0.650553103260326°E |                                            |                     | Modifica les dades a Wikidata |
|        | Mas del Xopera                | masia        | Alfés                         |                      |                      | 41° 29′ 17″ N, 0° 39′ 53″ E / 41.4879587664746°N,0.664776775991944°E |                                            |                     | Modifica les dades a Wikidata |
|        | Mas del Xurret                | masia        | Alfés                         |                      |                      | 41° 29′ 45″ N, 0° 39′ 08″ E / 41.4957020233473°N,0.652279574699473°E |                                            |                     | Modifica les dades a Wikidata |
|        | Masia de Vinfaro              | masia        | Alfés                         |                      |                      | 41° 32′ 10″ N, 0° 37′ 51″ E / 41.53609°N,0.63091°E                   | bé integrant del patrimoni cultural català |                     | Modifica les dades a Wikidata |
|        | Casa del Miquelet             | masia        | Artesa de Lleida              |                      |                      | 41° 33′ 44″ N, 0° 42′ 18″ E / 41.5622269483159°N,0.705045669794003°E |                                            |                     | Modifica les dades a Wikidata |
|        | Monrepòs                      | masia        | Artesa de Lleida              |                      |                      | 41° 34′ 06″ N, 0° 40′ 39″ E / 41.5683108289389°N,0.677474638305757°E |                                            |                     | Modifica les dades a Wikidata |
|        | Torre de l'Ambrosi            | masia        | Artesa de Lleida              |                      |                      | 41° 34′ 17″ N, 0° 40′ 28″ E / 41.5714366944037°N,0.674388258026703°E |                                            |                     | Modifica les dades a Wikidata |
|        | Torre de l'Esquerrer          | masia        | Artesa de Lleida              |                      |                      | 41° 33′ 54″ N, 0° 40′ 48″ E / 41.5649419228889°N,0.680125699965007°E |                                            |                     | Modifica les dades a Wikidata |
|        | Torre de Niubó                | masia        | Artesa de Lleida              |                      |                      | 41° 33′ 17″ N, 0° 41′ 49″ E / 41.5547515603436°N,0.696941007701022°E |                                            |                     | Modifica les dades a Wikidata |
|        | Torre del Cabaler             | masia        | Artesa de Lleida              |                      |                      | 41° 33′ 13″ N, 0° 41′ 37″ E / 41.5535230348429°N,0.693615424391003°E |                                            |                     | Modifica les dades a Wikidata |
|        | Torre del Llobet              | masia        | Artesa de Lleida              |                      |                      | 41° 34′ 11″ N, 0° 40′ 41″ E / 41.56963701123°N,0.67809384805276°E    |                                            |                     | Modifica les dades a Wikidata |
|        | Torre del Mira                | masia        | Artesa de Lleida              |                      |                      | 41° 33′ 51″ N, 0° 41′ 08″ E / 41.5641251020132°N,0.685623301555054°E |                                            |                     | Modifica les dades a Wikidata |
|        | Torre del Prat                | masia        | Artesa de Lleida              |                      |                      | 41° 33′ 50″ N, 0° 41′ 24″ E / 41.5639°N,0.68993333°E                 |                                            |                     | Modifica les dades a Wikidata |
|        | Torre del Ramos               | masia        | Artesa de Lleida              |                      |                      | 41° 33′ 52″ N, 0° 41′ 09″ E / 41.5644546519021°N,0.685887353967753°E |                                            |                     | Modifica les dades a Wikidata |
|        | Torre del Ribera              | masia        | Artesa de Lleida              |                      |                      | 41° 33′ 23″ N, 0° 41′ 46″ E / 41.5563642432368°N,0.696068367200895°E |                                            |                     | Modifica les dades a Wikidata |
|        | Torre del Solans              | masia        | Artesa de Lleida              |                      |                      | 41° 33′ 38″ N, 0° 42′ 16″ E / 41.560442438221°N,0.704533253187353°E  |                                            |                     | Modifica les dades a Wikidata |
|        | Torre del Vicente             | masia        | Artesa de Lleida              |                      |                      | 41° 33′ 52″ N, 0° 41′ 02″ E / 41.5645145446527°N,0.683942493692352°E |                                            |                     | Modifica les dades a Wikidata |
|        | Cal Tomaset                   | masia        | Gimenells i el Pla de la Font |                      |                      | 41° 40′ 22″ N, 0° 26′ 02″ E / 41.6727548538554°N,0.433972914664109°E |                                            |                     | Modifica les dades a Wikidata |
|        | Casa Pepon                    | masia        | Gimenells i el Pla de la Font |                      |                      | 41° 38′ 52″ N, 0° 23′ 42″ E / 41.647914469789°N,0.395095229587584°E  |                                            |                     | Modifica les dades a Wikidata |
|        | Casa Ricardo                  | masia        | Gimenells i el Pla de la Font |                      |                      | 41° 39′ 23″ N, 0° 22′ 57″ E / 41.6564029244336°N,0.382624044045148°E |                                            |                     | Modifica les dades a Wikidata |
|        | Casa Veguer                   | masia        | Gimenells i el Pla de la Font |                      |                      | 41° 39′ 43″ N, 0° 23′ 37″ E / 41.6620310864472°N,0.393685299652638°E |                                            |                     | Modifica les dades a Wikidata |
|        | Mas Blanc                     | masia        | Gimenells i el Pla de la Font |                      |                      | 41° 38′ 55″ N, 0° 25′ 22″ E / 41.6487080972127°N,0.422692378609178°E |                                            |                     | Modifica les dades a Wikidata |
|        | Pleta Gatell                  | masia        | Gimenells i el Pla de la Font |                      |                      | 41° 39′ 26″ N, 0° 26′ 00″ E / 41.6570876631322°N,0.43332235081686°E  |                                            |                     | Modifica les dades a Wikidata |
|        | Torre Abanto                  | masia        | Gimenells i el Pla de la Font |                      |                      | 41° 39′ 50″ N, 0° 21′ 45″ E / 41.663904042195°N,0.362503188360431°E  |                                            |                     | Modifica les dades a Wikidata |
|        | Torre Alegre                  | masia        | Gimenells i el Pla de la Font |                      |                      | 41° 41′ 30″ N, 0° 21′ 49″ E / 41.6916707107073°N,0.363723487403896°E |                                            |                     | Modifica les dades a Wikidata |
|        | Torre Bardagí                 | masia        | Gimenells i el Pla de la Font |                      |                      | 41° 41′ 42″ N, 0° 21′ 21″ E / 41.6948780052585°N,0.355938241177484°E |                                            |                     | Modifica les dades a Wikidata |
|        | Torre de Josep Sisques        | masia        | Gimenells i el Pla de la Font |                      |                      | 41° 40′ 10″ N, 0° 21′ 35″ E / 41.6693684797144°N,0.359661552796509°E |                                            |                     | Modifica les dades a Wikidata |
|        | Torre de l'Abadies            | masia        | Gimenells i el Pla de la Font |                      |                      | 41° 41′ 33″ N, 0° 23′ 36″ E / 41.6925179191619°N,0.393343317399707°E |                                            |                     | Modifica les dades a Wikidata |
|        | Torre de l'Alegre             | masia        | Gimenells i el Pla de la Font |                      |                      | 41° 40′ 27″ N, 0° 21′ 41″ E / 41.6741033911055°N,0.361521995119349°E |                                            |                     | Modifica les dades a Wikidata |
|        | Torre de l'Aranda             | masia        | Gimenells i el Pla de la Font |                      |                      | 41° 39′ 54″ N, 0° 21′ 00″ E / 41.6650313650042°N,0.350050376696971°E |                                            |                     | Modifica les dades a Wikidata |
|        | Torre de l'Arinyo             | masia        | Gimenells i el Pla de la Font |                      |                      | 41° 40′ 14″ N, 0° 21′ 26″ E / 41.6705015169566°N,0.35723695500042°E  |                                            |                     | Modifica les dades a Wikidata |
|        | Torre de l'Haro               | masia        | Gimenells i el Pla de la Font |                      |                      | 41° 39′ 53″ N, 0° 21′ 23″ E / 41.6648373856567°N,0.35648389452503°E  |                                            |                     | Modifica les dades a Wikidata |
|        | Torre de l'Àngel de Gelsa     | masia        | Gimenells i el Pla de la Font |                      |                      | 41° 39′ 09″ N, 0° 21′ 03″ E / 41.652620156902°N,0.35089386677136°E   |                                            |                     | Modifica les dades a Wikidata |
|        | Torre de Lespales             | masia        | Gimenells i el Pla de la Font |                      |                      | 41° 40′ 03″ N, 0° 20′ 44″ E / 41.6674129936872°N,0.345544660580057°E |                                            |                     | Modifica les dades a Wikidata |
|        | Torre de Lumbierres           | masia        | Gimenells i el Pla de la Font |                      |                      | 41° 40′ 23″ N, 0° 20′ 49″ E / 41.6731272966242°N,0.346907323424215°E |                                            |                     | Modifica les dades a Wikidata |
|        | Torre de Montornés            | masia        | Gimenells i el Pla de la Font |                      |                      | 41° 40′ 50″ N, 0° 25′ 08″ E / 41.6804522464343°N,0.418974581998788°E |                                            |                     | Modifica les dades a Wikidata |
|        | Torre de Nicolàs Sisques      | masia        | Gimenells i el Pla de la Font |                      |                      | 41° 40′ 28″ N, 0° 21′ 48″ E / 41.674517890663°N,0.36320880648386°E   |                                            |                     | Modifica les dades a Wikidata |
|        | Torre de Villacampa           | masia        | Gimenells i el Pla de la Font |                      |                      | 41° 41′ 12″ N, 0° 22′ 54″ E / 41.6867968562488°N,0.38176414056562°E  |                                            |                     | Modifica les dades a Wikidata |
|        | Torre del Balcells            | masia        | Gimenells i el Pla de la Font |                      |                      | 41° 40′ 59″ N, 0° 23′ 13″ E / 41.68316435426°N,0.38688301316367°E    |                                            |                     | Modifica les dades a Wikidata |
|        | Torre del Benito              | masia        | Gimenells i el Pla de la Font |                      |                      | 41° 41′ 15″ N, 0° 22′ 56″ E / 41.6874122911632°N,0.3822918439918°E   |                                            |                     | Modifica les dades a Wikidata |
|        | Torre del Bitrian             | masia        | Gimenells i el Pla de la Font |                      |                      | 41° 39′ 53″ N, 0° 22′ 17″ E / 41.6647497247975°N,0.371500464522951°E |                                            |                     | Modifica les dades a Wikidata |
|        | Torre del Boscà               | masia        | Gimenells i el Pla de la Font |                      |                      | 41° 41′ 03″ N, 0° 22′ 15″ E / 41.6840454235208°N,0.370918998731556°E |                                            |                     | Modifica les dades a Wikidata |
|        | Torre del Botero              | masia        | Gimenells i el Pla de la Font |                      |                      | 41° 41′ 36″ N, 0° 22′ 36″ E / 41.6933881158007°N,0.376582240187049°E |                                            |                     | Modifica les dades a Wikidata |
|        | Torre del Buisan              | masia        | Gimenells i el Pla de la Font |                      |                      | 41° 41′ 18″ N, 0° 23′ 21″ E / 41.6884397284009°N,0.389050556811376°E |                                            |                     | Modifica les dades a Wikidata |
|        | Torre del Butxaca             | masia        | Gimenells i el Pla de la Font |                      |                      | 41° 41′ 39″ N, 0° 22′ 18″ E / 41.6940654511992°N,0.371544083985245°E |                                            |                     | Modifica les dades a Wikidata |
|        | Torre del Cabezudo            | masia        | Gimenells i el Pla de la Font |                      |                      | 41° 40′ 47″ N, 0° 23′ 23″ E / 41.6797554955503°N,0.389738220473572°E |                                            |                     | Modifica les dades a Wikidata |
|        | Torre del Cabrer              | masia        | Gimenells i el Pla de la Font |                      |                      | 41° 40′ 07″ N, 0° 25′ 40″ E / 41.6687433971713°N,0.427766382520011°E |                                            |                     | Modifica les dades a Wikidata |
|        | Torre del Calejero            | masia        | Gimenells i el Pla de la Font |                      |                      | 41° 41′ 38″ N, 0° 22′ 31″ E / 41.6939967794646°N,0.375235747082119°E |                                            |                     | Modifica les dades a Wikidata |
|        | Torre del Canuto              | masia        | Gimenells i el Pla de la Font |                      |                      | 41° 41′ 23″ N, 0° 23′ 15″ E / 41.6897476412463°N,0.387555827164143°E |                                            |                     | Modifica les dades a Wikidata |
|        | Torre del Capdevila           | masia        | Gimenells i el Pla de la Font |                      |                      | 41° 41′ 22″ N, 0° 23′ 25″ E / 41.689544624972°N,0.3902291240676°E    |                                            |                     | Modifica les dades a Wikidata |
|        | Torre del Casoliva            | masia        | Gimenells i el Pla de la Font |                      |                      | 41° 41′ 53″ N, 0° 21′ 35″ E / 41.6979443013076°N,0.359645847262642°E |                                            |                     | Modifica les dades a Wikidata |
|        | Torre del Clota               | masia        | Gimenells i el Pla de la Font |                      |                      | 41° 41′ 16″ N, 0° 23′ 47″ E / 41.6876630899098°N,0.396495042370889°E |                                            |                     | Modifica les dades a Wikidata |
|        | Torre del Cons                | masia        | Gimenells i el Pla de la Font |                      |                      | 41° 41′ 57″ N, 0° 21′ 35″ E / 41.6992547436965°N,0.359844561037983°E |                                            |                     | Modifica les dades a Wikidata |
|        | Torre del Continente          | masia        | Gimenells i el Pla de la Font |                      |                      | 41° 39′ 58″ N, 0° 20′ 40″ E / 41.6661635375526°N,0.344479030121212°E |                                            |                     | Modifica les dades a Wikidata |
|        | Torre del Diarte              | masia        | Gimenells i el Pla de la Font |                      |                      | 41° 40′ 28″ N, 0° 24′ 11″ E / 41.6744891976321°N,0.402948389319695°E |                                            |                     | Modifica les dades a Wikidata |
|        | Torre del Dolcet              | masia        | Gimenells i el Pla de la Font |                      |                      | 41° 40′ 49″ N, 0° 23′ 23″ E / 41.6803209934232°N,0.389655286092282°E |                                            |                     | Modifica les dades a Wikidata |
|        | Torre del Dolz                | masia        | Gimenells i el Pla de la Font |                      |                      | 41° 40′ 14″ N, 0° 20′ 47″ E / 41.6705117693444°N,0.34635416605076°E  |                                            |                     | Modifica les dades a Wikidata |
|        | Torre del Domingo             | masia        | Gimenells i el Pla de la Font |                      |                      | 41° 41′ 16″ N, 0° 22′ 43″ E / 41.6877636917275°N,0.378745269683339°E |                                            |                     | Modifica les dades a Wikidata |
|        | Torre del Díaz                | masia        | Gimenells i el Pla de la Font |                      |                      | 41° 40′ 11″ N, 0° 20′ 46″ E / 41.6696956166602°N,0.346111447539073°E |                                            |                     | Modifica les dades a Wikidata |
|        | Torre del Faibella            | masia        | Gimenells i el Pla de la Font |                      |                      | 41° 40′ 26″ N, 0° 20′ 56″ E / 41.67384°N,0.348917°E                  |                                            |                     | Modifica les dades a Wikidata |
|        | Torre del Ferreres            | masia        | Gimenells i el Pla de la Font |                      |                      | 41° 41′ 16″ N, 0° 22′ 36″ E / 41.6877626367846°N,0.376726844583295°E |                                            |                     | Modifica les dades a Wikidata |
|        | Torre del Ferriz              | masia        | Gimenells i el Pla de la Font |                      |                      | 41° 40′ 01″ N, 0° 21′ 56″ E / 41.6670427373751°N,0.365449769833716°E |                                            |                     | Modifica les dades a Wikidata |
|        | Torre del Fidel               | masia        | Gimenells i el Pla de la Font |                      |                      | 41° 40′ 39″ N, 0° 24′ 57″ E / 41.677517635362°N,0.4159420631121°E    |                                            |                     | Modifica les dades a Wikidata |
|        | Torre del Font                | masia        | Gimenells i el Pla de la Font |                      |                      | 41° 41′ 53″ N, 0° 22′ 11″ E / 41.6981852572564°N,0.369753978582931°E |                                            |                     | Modifica les dades a Wikidata |
|        | Torre del Gatell              | masia        | Gimenells i el Pla de la Font |                      |                      | 41° 39′ 02″ N, 0° 23′ 37″ E / 41.6505108303404°N,0.393621679415469°E |                                            |                     | Modifica les dades a Wikidata |
|        | Torre del Giribet             | masia        | Gimenells i el Pla de la Font |                      |                      | 41° 41′ 43″ N, 0° 23′ 03″ E / 41.6951526787432°N,0.384056580239688°E |                                            |                     | Modifica les dades a Wikidata |
|        | Torre del Guerrero            | masia        | Gimenells i el Pla de la Font |                      |                      | 41° 41′ 10″ N, 0° 23′ 47″ E / 41.686131823854°N,0.396484731224762°E  |                                            |                     | Modifica les dades a Wikidata |
|        | Torre del Gutiérrez           | masia        | Gimenells i el Pla de la Font |                      |                      | 41° 41′ 10″ N, 0° 23′ 53″ E / 41.6862198138949°N,0.39798298453234°E  |                                            |                     | Modifica les dades a Wikidata |
|        | Torre del Laga                | masia        | Gimenells i el Pla de la Font |                      |                      | 41° 41′ 12″ N, 0° 22′ 04″ E / 41.6866222755953°N,0.367822418954529°E |                                            |                     | Modifica les dades a Wikidata |
|        | Torre del Manchó              | masia        | Gimenells i el Pla de la Font |                      |                      | 41° 41′ 01″ N, 0° 24′ 43″ E / 41.6835801230958°N,0.411893425008525°E |                                            |                     | Modifica les dades a Wikidata |
|        | Torre del Martínez            | masia        | Gimenells i el Pla de la Font |                      |                      | 41° 41′ 10″ N, 0° 22′ 06″ E / 41.686236°N,0.3682°E                   |                                            |                     | Modifica les dades a Wikidata |
|        | Torre del Miquel Maza         | masia        | Gimenells i el Pla de la Font |                      |                      | 41° 40′ 21″ N, 0° 22′ 44″ E / 41.6724467791525°N,0.378850688425999°E |                                            |                     | Modifica les dades a Wikidata |
|        | Torre del Mir                 | masia        | Gimenells i el Pla de la Font |                      |                      | 41° 41′ 50″ N, 0° 22′ 36″ E / 41.697341658798°N,0.37669570591201°E   |                                            |                     | Modifica les dades a Wikidata |
|        | Torre del Mitjavila           | masia        | Gimenells i el Pla de la Font |                      |                      | 41° 41′ 56″ N, 0° 22′ 34″ E / 41.6987921591347°N,0.376206256336963°E |                                            |                     | Modifica les dades a Wikidata |
|        | Torre del Montfort            | masia        | Gimenells i el Pla de la Font |                      |                      | 41° 40′ 26″ N, 0° 20′ 49″ E / 41.6740174953076°N,0.346846717795303°E |                                            |                     | Modifica les dades a Wikidata |
|        | Torre del Montull             | masia        | Gimenells i el Pla de la Font |                      |                      | 41° 38′ 25″ N, 0° 21′ 49″ E / 41.6403812257386°N,0.363727355737751°E |                                            |                     | Modifica les dades a Wikidata |
|        | Torre del Navés               | masia        | Gimenells i el Pla de la Font |                      |                      | 41° 41′ 42″ N, 0° 21′ 31″ E / 41.6949919362568°N,0.358541047219176°E |                                            |                     | Modifica les dades a Wikidata |
|        | Torre del Pau Aiguader        | masia        | Gimenells i el Pla de la Font |                      |                      | 41° 41′ 01″ N, 0° 24′ 58″ E / 41.6836299940785°N,0.416108325124204°E |                                            |                     | Modifica les dades a Wikidata |
|        | Torre del Pirla               | masia        | Gimenells i el Pla de la Font |                      |                      | 41° 41′ 01″ N, 0° 25′ 01″ E / 41.6836917240511°N,0.416850720208804°E |                                            |                     | Modifica les dades a Wikidata |
|        | Torre del Prats               | masia        | Gimenells i el Pla de la Font |                      |                      | 41° 40′ 24″ N, 0° 20′ 55″ E / 41.6733182203781°N,0.348545116829856°E |                                            |                     | Modifica les dades a Wikidata |
|        | Torre del Quim                | masia        | Gimenells i el Pla de la Font |                      |                      | 41° 41′ 44″ N, 0° 23′ 16″ E / 41.6955986632726°N,0.387823586990634°E |                                            |                     | Modifica les dades a Wikidata |
|        | Torre del Ramon Butxaca       | masia        | Gimenells i el Pla de la Font |                      |                      | 41° 41′ 39″ N, 0° 22′ 59″ E / 41.694154666724°N,0.382943521191264°E  |                                            |                     | Modifica les dades a Wikidata |
|        | Torre del Roquet              | masia        | Gimenells i el Pla de la Font |                      |                      | 41° 40′ 22″ N, 0° 20′ 58″ E / 41.6727713198578°N,0.349432430504863°E |                                            |                     | Modifica les dades a Wikidata |
|        | Torre del Rueda               | masia        | Gimenells i el Pla de la Font |                      |                      | 41° 40′ 57″ N, 0° 23′ 43″ E / 41.6825313763312°N,0.395380539390147°E |                                            |                     | Modifica les dades a Wikidata |
|        | Torre del Ruiz                | masia        | Gimenells i el Pla de la Font |                      |                      | 41° 39′ 54″ N, 0° 22′ 49″ E / 41.6649323989049°N,0.380284666718327°E |                                            |                     | Modifica les dades a Wikidata |
|        | Torre del Rull                | masia        | Gimenells i el Pla de la Font |                      |                      | 41° 42′ 04″ N, 0° 21′ 52″ E / 41.701207069809°N,0.364463366740594°E  |                                            |                     | Modifica les dades a Wikidata |
|        | Torre del Saba                | masia        | Gimenells i el Pla de la Font |                      |                      | 41° 40′ 50″ N, 0° 24′ 11″ E / 41.6806132003154°N,0.402942278465079°E |                                            |                     | Modifica les dades a Wikidata |
|        | Torre del Salvador            | masia        | Gimenells i el Pla de la Font |                      |                      | 41° 41′ 02″ N, 0° 24′ 06″ E / 41.6838989063666°N,0.401680754132783°E |                                            |                     | Modifica les dades a Wikidata |
|        | Torre del Salvadoret          | masia        | Gimenells i el Pla de la Font |                      |                      | 41° 39′ 25″ N, 0° 25′ 13″ E / 41.6570635518961°N,0.420185436155851°E |                                            |                     | Modifica les dades a Wikidata |
|        | Torre del Santiaguet          | masia        | Gimenells i el Pla de la Font |                      |                      | 41° 40′ 59″ N, 0° 25′ 26″ E / 41.6829409041097°N,0.423920878839507°E |                                            |                     | Modifica les dades a Wikidata |
|        | Torre del Santos              | masia        | Gimenells i el Pla de la Font |                      |                      | 41° 41′ 11″ N, 0° 24′ 29″ E / 41.6863684503252°N,0.408141223418664°E |                                            |                     | Modifica les dades a Wikidata |
|        | Torre del Sanz                | masia        | Gimenells i el Pla de la Font |                      |                      | 41° 40′ 08″ N, 0° 21′ 39″ E / 41.6688398614164°N,0.360956348581004°E |                                            |                     | Modifica les dades a Wikidata |
|        | Torre del Saturnino           | masia        | Gimenells i el Pla de la Font |                      |                      | 41° 40′ 20″ N, 0° 22′ 54″ E / 41.6721582764506°N,0.381601087225095°E |                                            |                     | Modifica les dades a Wikidata |
|        | Torre del Sevil               | masia        | Gimenells i el Pla de la Font |                      |                      | 41° 39′ 49″ N, 0° 21′ 30″ E / 41.6636534663621°N,0.358261818444432°E |                                            |                     | Modifica les dades a Wikidata |
|        | Torre del Solanes             | masia        | Gimenells i el Pla de la Font |                      |                      | 41° 41′ 29″ N, 0° 21′ 44″ E / 41.6912968297212°N,0.362344984867057°E |                                            |                     | Modifica les dades a Wikidata |
|        | Torre del Soler               | masia        | Gimenells i el Pla de la Font |                      |                      | 41° 42′ 09″ N, 0° 21′ 48″ E / 41.70243774562°N,0.36326940619063°E    |                                            |                     | Modifica les dades a Wikidata |
|        | Torre del Sopena              | masia        | Gimenells i el Pla de la Font |                      |                      | 41° 40′ 15″ N, 0° 22′ 00″ E / 41.6707249546693°N,0.366572754105358°E |                                            |                     | Modifica les dades a Wikidata |
|        | Torre del Teodoro             | masia        | Gimenells i el Pla de la Font |                      |                      | 41° 40′ 29″ N, 0° 21′ 28″ E / 41.6746847930637°N,0.357822491487713°E |                                            |                     | Modifica les dades a Wikidata |
|        | Torre del Tomàs               | masia        | Gimenells i el Pla de la Font |                      |                      | 41° 40′ 02″ N, 0° 20′ 28″ E / 41.6673367361947°N,0.341079761222293°E |                                            |                     | Modifica les dades a Wikidata |
|        | Torre del Torres              | masia        | Gimenells i el Pla de la Font |                      |                      | 41° 41′ 49″ N, 0° 22′ 30″ E / 41.6968454759503°N,0.374963631713969°E |                                            |                     | Modifica les dades a Wikidata |
|        | Torre del Torruella           | masia        | Gimenells i el Pla de la Font |                      |                      | 41° 41′ 31″ N, 0° 23′ 41″ E / 41.6919166733833°N,0.394629233090603°E |                                            |                     | Modifica les dades a Wikidata |
|        | Torre del Transformador       | masia        | Gimenells i el Pla de la Font |                      |                      | 41° 40′ 25″ N, 0° 23′ 07″ E / 41.6735760648907°N,0.385327385718208°E |                                            |                     | Modifica les dades a Wikidata |
|        | Torre del Vilanova            | masia        | Gimenells i el Pla de la Font |                      |                      | 41° 39′ 20″ N, 0° 26′ 42″ E / 41.6554657023747°N,0.444999240612617°E |                                            |                     | Modifica les dades a Wikidata |
|        | Torre del Zaragozano          | masia        | Gimenells i el Pla de la Font |                      |                      | 41° 39′ 51″ N, 0° 21′ 21″ E / 41.6641577544741°N,0.355911199481191°E |                                            |                     | Modifica les dades a Wikidata |
|        | Torre dels Caçadors           | masia        | Gimenells i el Pla de la Font |                      |                      | 41° 40′ 25″ N, 0° 22′ 32″ E / 41.6737109800476°N,0.37544799750157°E  |                                            |                     | Modifica les dades a Wikidata |
|        | Torre Egea                    | masia        | Gimenells i el Pla de la Font |                      |                      | 41° 39′ 04″ N, 0° 21′ 47″ E / 41.651096703586°N,0.36296404895524°E   |                                            |                     | Modifica les dades a Wikidata |
|        | Torre Fernández               | masia        | Gimenells i el Pla de la Font |                      |                      | 41° 39′ 52″ N, 0° 21′ 08″ E / 41.6645795250266°N,0.352326860246487°E |                                            |                     | Modifica les dades a Wikidata |
|        | Torre Padilla                 | masia        | Gimenells i el Pla de la Font |                      |                      | 41° 39′ 58″ N, 0° 20′ 46″ E / 41.6662214688513°N,0.346206179913552°E |                                            |                     | Modifica les dades a Wikidata |
|        | Ca n'Amador                   | masia        | Puigverd de Lleida            |                      |                      | 41° 32′ 30″ N, 0° 44′ 09″ E / 41.541625523039°N,0.735744366065509°E  |                                            |                     | Modifica les dades a Wikidata |
|        | Cal Genís                     | masia        | Puigverd de Lleida            | 204                  |                      | 41° 33′ 09″ N, 0° 44′ 12″ E / 41.5524786482657°N,0.73667237974361°E  |                                            |                     | Modifica les dades a Wikidata |
|        | Finca Firtureta               | masia        | Puigverd de Lleida            |                      |                      | 41° 32′ 44″ N, 0° 43′ 53″ E / 41.5456365699658°N,0.73133639706596°E  |                                            |                     | Modifica les dades a Wikidata |
|        | la Teuleria                   | masia        | Puigverd de Lleida            |                      |                      | 41° 33′ 07″ N, 0° 43′ 57″ E / 41.5520802687043°N,0.732453862508802°E |                                            |                     | Modifica les dades a Wikidata |
|        | los Secots                    | masia        | Puigverd de Lleida            |                      |                      | 41° 32′ 35″ N, 0° 43′ 42″ E / 41.5430528314317°N,0.728201933117916°E |                                            |                     | Modifica les dades a Wikidata |
|        | Mas del Desengany             | masia        | Puigverd de Lleida            |                      |                      | 41° 33′ 45″ N, 0° 43′ 56″ E / 41.562613830926°N,0.73230791457951°E   |                                            |                     | Modifica les dades a Wikidata |
|        | Pleta del Pió                 | masia        | Puigverd de Lleida            |                      |                      | 41° 32′ 50″ N, 0° 44′ 58″ E / 41.5472648061263°N,0.749562635013491°E |                                            |                     | Modifica les dades a Wikidata |
|        | Torre del Calcetes            | masia        | Puigverd de Lleida            |                      |                      | 41° 33′ 16″ N, 0° 45′ 17″ E / 41.5544365289968°N,0.754757371408956°E |                                            |                     | Modifica les dades a Wikidata |
|        | Torre del Genís               | masia        | Puigverd de Lleida            |                      |                      | 41° 33′ 10″ N, 0° 43′ 58″ E / 41.5528064388844°N,0.732740211539982°E |                                            |                     | Modifica les dades a Wikidata |
|        | Torre del Palomes             | masia        | Puigverd de Lleida            |                      |                      | 41° 33′ 11″ N, 0° 44′ 15″ E / 41.5529897085533°N,0.737469865578231°E |                                            |                     | Modifica les dades a Wikidata |
|        | Xalet del Fresó               | masia        | Puigverd de Lleida            |                      |                      | 41° 32′ 28″ N, 0° 44′ 09″ E / 41.5410776821441°N,0.735823425124184°E |                                            |                     | Modifica les dades a Wikidata |
|        | Xalets Torres                 | masia        | Puigverd de Lleida            |                      |                      | 41° 31′ 32″ N, 0° 43′ 25″ E / 41.5254169356183°N,0.723593826381845°E |                                            |                     | Modifica les dades a Wikidata |
|        | Bep de Tano                   | masia        | Soses                         |                      |                      | 41° 34′ 48″ N, 0° 26′ 08″ E / 41.5800282940829°N,0.435634259275425°E |                                            |                     | Modifica les dades a Wikidata |
|        | Caseta d'Antònio              | masia        | Soses                         |                      |                      | 41° 31′ 41″ N, 0° 27′ 27″ E / 41.5280946554174°N,0.457366973126394°E |                                            |                     | Modifica les dades a Wikidata |
|        | Caseta de l'Angelet del Gep   | masia        | Soses                         |                      |                      | 41° 31′ 43″ N, 0° 27′ 36″ E / 41.5286123639029°N,0.460007409221211°E |                                            |                     | Modifica les dades a Wikidata |
|        | Caseta de la Serra del Pedró  | masia        | Soses                         |                      |                      | 41° 32′ 01″ N, 0° 27′ 34″ E / 41.5336457206047°N,0.459546690536401°E |                                            |                     | Modifica les dades a Wikidata |
|        | Caseta del Campmany           | masia        | Soses                         |                      |                      | 41° 31′ 57″ N, 0° 28′ 02″ E / 41.5325368282962°N,0.467249129899749°E |                                            |                     | Modifica les dades a Wikidata |
|        | Caseta del Maruco             | masia        | Soses                         |                      |                      | 41° 31′ 31″ N, 0° 27′ 45″ E / 41.5252990148581°N,0.462498046632362°E |                                            |                     | Modifica les dades a Wikidata |
|        | Caseta del Pepito del Gep     | masia        | Soses                         |                      |                      | 41° 31′ 45″ N, 0° 27′ 42″ E / 41.5290434881056°N,0.461584581008429°E |                                            |                     | Modifica les dades a Wikidata |
|        | Caseta del Ramon de Casals    | masia        | Soses                         |                      |                      | 41° 31′ 41″ N, 0° 27′ 48″ E / 41.5279834728354°N,0.463339912978533°E |                                            |                     | Modifica les dades a Wikidata |
|        | Caseta del Ramonet del Gep    | masia        | Soses                         |                      |                      | 41° 31′ 50″ N, 0° 27′ 46″ E / 41.5306740538029°N,0.462827230419739°E |                                            |                     | Modifica les dades a Wikidata |
|        | Caseta del Riera              | masia        | Soses                         |                      |                      | 41° 31′ 55″ N, 0° 28′ 01″ E / 41.5319098555085°N,0.466997927261921°E |                                            |                     | Modifica les dades a Wikidata |
|        | Caseta del Toni               | masia        | Soses                         |                      |                      | 41° 31′ 36″ N, 0° 27′ 40″ E / 41.5266035633709°N,0.461212602910486°E |                                            |                     | Modifica les dades a Wikidata |
|        | la Torre del Tonyo            | masia        | Soses                         |                      |                      | 41° 31′ 11″ N, 0° 29′ 14″ E / 41.5198410227708°N,0.487086081068884°E |                                            |                     | Modifica les dades a Wikidata |
|        | Mas Carail                    | masia        | Soses                         |                      |                      | 41° 34′ 22″ N, 0° 26′ 35″ E / 41.5728646912°N,0.443149805975723°E    |                                            |                     | Modifica les dades a Wikidata |
|        | Mas de Jaume de la Batista    | masia        | Soses                         |                      |                      | 41° 32′ 55″ N, 0° 27′ 55″ E / 41.5485260217323°N,0.465341969536465°E |                                            |                     | Modifica les dades a Wikidata |
|        | Mas de Joan Andrés            | masia        | Soses                         |                      |                      | 41° 31′ 20″ N, 0° 26′ 57″ E / 41.5221964678901°N,0.449281104053089°E |                                            |                     | Modifica les dades a Wikidata |
|        | Mas de l'Amadeu               | masia        | Soses                         |                      |                      | 41° 33′ 24″ N, 0° 28′ 04″ E / 41.5567820658941°N,0.467669113987352°E |                                            |                     | Modifica les dades a Wikidata |
|        | Mas de l'Apotecari            | masia        | Soses                         |                      |                      | 41° 32′ 39″ N, 0° 28′ 19″ E / 41.5441843092891°N,0.471853353888382°E |                                            |                     | Modifica les dades a Wikidata |
|        | Mas de l'Oliva                | masia        | Soses                         |                      |                      | 41° 32′ 18″ N, 0° 28′ 14″ E / 41.538239438566°N,0.47064374982732°E   |                                            |                     | Modifica les dades a Wikidata |
|        | Mas de Llorenç del Po         | masia        | Soses                         |                      |                      | 41° 32′ 07″ N, 0° 28′ 07″ E / 41.5352476961883°N,0.468473808627135°E |                                            |                     | Modifica les dades a Wikidata |
|        | Mas de Mariano Nyanyo         | masia        | Soses                         |                      |                      | 41° 31′ 53″ N, 0° 26′ 32″ E / 41.5313100328511°N,0.442354735259807°E |                                            |                     | Modifica les dades a Wikidata |
|        | Mas de Palet de Sisó          | masia        | Soses                         |                      |                      | 41° 34′ 15″ N, 0° 26′ 44″ E / 41.5707049272268°N,0.445657612123417°E |                                            |                     | Modifica les dades a Wikidata |
|        | Mas de Quelet                 | masia        | Soses                         |                      |                      | 41° 34′ 19″ N, 0° 26′ 39″ E / 41.5719676524463°N,0.444120674723474°E |                                            |                     | Modifica les dades a Wikidata |
|        | Mas del Campaner              | masia        | Soses                         |                      |                      | 41° 30′ 15″ N, 0° 28′ 39″ E / 41.5042475067245°N,0.477469871749518°E |                                            |                     | Modifica les dades a Wikidata |
|        | Mas del Canales               | masia        | Soses                         |                      |                      | 41° 32′ 04″ N, 0° 27′ 07″ E / 41.5343171463784°N,0.452040966615072°E |                                            |                     | Modifica les dades a Wikidata |
|        | Mas del Conrado               | masia        | Soses                         |                      |                      | 41° 32′ 17″ N, 0° 26′ 32″ E / 41.5381138947351°N,0.442134465052005°E |                                            |                     | Modifica les dades a Wikidata |
|        | Mas del Costa                 | masia        | Soses                         |                      |                      | 41° 34′ 02″ N, 0° 26′ 18″ E / 41.5671109109589°N,0.438352031536609°E |                                            |                     | Modifica les dades a Wikidata |
|        | Mas del Càndido               | masia        | Soses                         |                      |                      | 41° 30′ 58″ N, 0° 28′ 34″ E / 41.5160139723749°N,0.476018194778778°E |                                            |                     | Modifica les dades a Wikidata |
|        | Mas del Domingo               | masia        | Soses                         |                      |                      | 41° 31′ 50″ N, 0° 27′ 31″ E / 41.5306801667619°N,0.458620043200184°E |                                            |                     | Modifica les dades a Wikidata |
|        | Mas del Ferran                | masia        | Soses                         |                      |                      | 41° 31′ 34″ N, 0° 26′ 16″ E / 41.5261113131473°N,0.437813657279571°E |                                            |                     | Modifica les dades a Wikidata |
|        | Mas del Francisco del Forn    | masia        | Soses                         |                      |                      | 41° 33′ 14″ N, 0° 27′ 53″ E / 41.5539317801098°N,0.464615097363394°E |                                            |                     | Modifica les dades a Wikidata |
|        | Mas del Francisco la Casaleta | masia        | Soses                         |                      |                      | 41° 32′ 57″ N, 0° 27′ 23″ E / 41.5492194309516°N,0.456371045212339°E |                                            |                     | Modifica les dades a Wikidata |
|        | Mas del Joan                  | masia        | Soses                         |                      |                      | 41° 33′ 44″ N, 0° 27′ 54″ E / 41.5622641287366°N,0.465092641946623°E |                                            |                     | Modifica les dades a Wikidata |
|        | Mas del Joanet del Borrós     | masia        | Soses                         |                      |                      | 41° 32′ 22″ N, 0° 26′ 31″ E / 41.539402875397°N,0.44182934588454°E   |                                            |                     | Modifica les dades a Wikidata |
|        | Mas del Jordi Toni            | masia        | Soses                         |                      |                      | 41° 32′ 02″ N, 0° 28′ 01″ E / 41.5340083729871°N,0.466999910457897°E |                                            |                     | Modifica les dades a Wikidata |
|        | Mas del Matiner               | masia        | Soses                         |                      |                      | 41° 30′ 12″ N, 0° 28′ 38″ E / 41.5033297052738°N,0.477098174983686°E |                                            |                     | Modifica les dades a Wikidata |
|        | Mas del Messeguer             | masia        | Soses                         |                      |                      | 41° 32′ 53″ N, 0° 27′ 36″ E / 41.5479462277699°N,0.459885745799033°E |                                            |                     | Modifica les dades a Wikidata |
|        | Mas del Miquel Anton          | masia        | Soses                         |                      |                      | 41° 32′ 49″ N, 0° 27′ 33″ E / 41.5469590305839°N,0.459229070596688°E |                                            |                     | Modifica les dades a Wikidata |
|        | Mas del Miquelet Bessonet     | masia        | Soses                         |                      |                      | 41° 32′ 42″ N, 0° 28′ 17″ E / 41.5451292006782°N,0.471408921847116°E |                                            |                     | Modifica les dades a Wikidata |
|        | Mas del Mixó                  | masia        | Soses                         |                      |                      | 41° 32′ 51″ N, 0° 27′ 12″ E / 41.5475061229015°N,0.453429076178385°E |                                            |                     | Modifica les dades a Wikidata |
|        | Mas del Muntanyès             | masia        | Soses                         |                      |                      | 41° 33′ 09″ N, 0° 28′ 33″ E / 41.552549611045°N,0.475879479188823°E  |                                            |                     | Modifica les dades a Wikidata |
|        | Mas del Muntanyés             | masia        | Soses                         |                      |                      | 41° 31′ 07″ N, 0° 28′ 34″ E / 41.518547937571°N,0.47620441365776°E   |                                            |                     | Modifica les dades a Wikidata |
|        | Mas del Patenis               | masia        | Soses                         |                      |                      | 41° 31′ 43″ N, 0° 26′ 14″ E / 41.5286479777374°N,0.437270057134367°E |                                            |                     | Modifica les dades a Wikidata |
|        | Mas del Pepito el Redín       | masia        | Soses                         |                      |                      | 41° 31′ 57″ N, 0° 26′ 48″ E / 41.5323983835037°N,0.446746622693478°E |                                            |                     | Modifica les dades a Wikidata |
|        | Mas del Polònia               | masia        | Soses                         |                      |                      | 41° 30′ 42″ N, 0° 28′ 30″ E / 41.5117490383742°N,0.474973778255467°E |                                            |                     | Modifica les dades a Wikidata |
|        | Mas del Pradell               | masia        | Soses                         |                      |                      | 41° 34′ 15″ N, 0° 26′ 30″ E / 41.570923540498°N,0.44178463130474°E   |                                            |                     | Modifica les dades a Wikidata |
|        | Mas del Ramon del Nen         | masia        | Soses                         |                      |                      | 41° 33′ 09″ N, 0° 27′ 34″ E / 41.5524486530727°N,0.459445606729102°E |                                            |                     | Modifica les dades a Wikidata |
|        | Mas del Rito                  | masia        | Soses                         |                      |                      | 41° 30′ 50″ N, 0° 28′ 04″ E / 41.5137795202087°N,0.46778920079505°E  |                                            |                     | Modifica les dades a Wikidata |
|        | Mas del Santet                | masia        | Soses                         |                      |                      | 41° 31′ 38″ N, 0° 26′ 57″ E / 41.5271270987361°N,0.449063360202067°E |                                            |                     | Modifica les dades a Wikidata |
|        | Mas del Santiago Laguàrdia    | masia        | Soses                         |                      |                      | 41° 30′ 46″ N, 0° 28′ 33″ E / 41.5126411063506°N,0.475813796956391°E |                                            |                     | Modifica les dades a Wikidata |
|        | Mas del Santiago Lanegre      | masia        | Soses                         |                      |                      | 41° 31′ 59″ N, 0° 26′ 11″ E / 41.5329183851032°N,0.436526075334973°E |                                            |                     | Modifica les dades a Wikidata |
|        | Mas del Sastre                | masia        | Soses                         |                      |                      | 41° 32′ 56″ N, 0° 27′ 38″ E / 41.548826284505°N,0.46063978942614°E   |                                            |                     | Modifica les dades a Wikidata |
|        | Mas del Sèpia                 | masia        | Soses                         |                      |                      | 41° 33′ 26″ N, 0° 27′ 15″ E / 41.5571663005073°N,0.45408084812378°E  |                                            |                     | Modifica les dades a Wikidata |
|        | Mas del Tigo                  | masia        | Soses                         |                      |                      | 41° 33′ 38″ N, 0° 26′ 42″ E / 41.5605559110276°N,0.444894428590666°E |                                            |                     | Modifica les dades a Wikidata |
|        | Mas del Xumbo                 | masia        | Soses                         |                      |                      | 41° 34′ 45″ N, 0° 26′ 33″ E / 41.5791010096192°N,0.442519855041876°E |                                            |                     | Modifica les dades a Wikidata |
|        | Mas vell de la Clamor         | masia        | Soses                         |                      |                      | 41° 31′ 34″ N, 0° 26′ 30″ E / 41.5262443314469°N,0.441763377879757°E |                                            |                     | Modifica les dades a Wikidata |
|        | Mas Visart                    | masia        | Soses                         |                      |                      | 41° 34′ 30″ N, 0° 26′ 11″ E / 41.5750574103365°N,0.436466684783492°E |                                            |                     | Modifica les dades a Wikidata |
|        | Maset del Molins              | masia        | Soses                         |                      |                      | 41° 32′ 15″ N, 0° 27′ 20″ E / 41.5375631549539°N,0.455461601910117°E |                                            |                     | Modifica les dades a Wikidata |
|        | Maset del Plorador            | masia        | Soses                         |                      |                      | 41° 31′ 30″ N, 0° 27′ 56″ E / 41.5250712856203°N,0.465646908117716°E |                                            |                     | Modifica les dades a Wikidata |
|        | Maset del Ramon de la Isabel  | masia        | Soses                         |                      |                      | 41° 33′ 04″ N, 0° 28′ 34″ E / 41.5511968713761°N,0.476207891491653°E |                                            |                     | Modifica les dades a Wikidata |
|        | Maset del Vilaró              | masia        | Soses                         |                      |                      | 41° 32′ 12″ N, 0° 27′ 22″ E / 41.5365529688847°N,0.456208436067291°E |                                            |                     | Modifica les dades a Wikidata |
|        | Torre del Matapuros           | masia        | Soses                         |                      |                      | 41° 31′ 06″ N, 0° 27′ 35″ E / 41.5182928831103°N,0.45968021050277°E  |                                            |                     | Modifica les dades a Wikidata |
|        | Torre de l'Agneta             | masia        | Sudanell                      |                      |                      | 41° 33′ 13″ N, 0° 33′ 05″ E / 41.5536166264324°N,0.55142234574423°E  |                                            |                     | Modifica les dades a Wikidata |
|        | Torre del Fusteret            | masia        | Sudanell                      |                      |                      | 41° 33′ 27″ N, 0° 33′ 44″ E / 41.5574331266812°N,0.56233360892378°E  |                                            |                     | Modifica les dades a Wikidata |
|        | Torre del Mestret             | masia        | Sudanell                      |                      |                      | 41° 33′ 34″ N, 0° 33′ 16″ E / 41.5595807057816°N,0.55447065852514°E  |                                            |                     | Modifica les dades a Wikidata |
|        | Torre del Patet               | masia        | Sudanell                      |                      |                      | 41° 33′ 54″ N, 0° 34′ 18″ E / 41.564989696382°N,0.571703063699121°E  |                                            |                     | Modifica les dades a Wikidata |
|        | Torre Forcada                 | masia        | Sudanell                      |                      |                      | 41° 33′ 00″ N, 0° 33′ 02″ E / 41.54987653677°N,0.55051687299761°E    |                                            |                     | Modifica les dades a Wikidata |
|        | Torre Ginera                  | masia        | Sudanell                      |                      |                      | 41° 33′ 45″ N, 0° 34′ 26″ E / 41.5623876984511°N,0.573875083696252°E |                                            |                     | Modifica les dades a Wikidata |
|        | Mas dels Censos               | masia        | Sunyer                        |                      |                      | 41° 32′ 17″ N, 0° 34′ 28″ E / 41.5381635388836°N,0.574445509555373°E |                                            |                     | Modifica les dades a Wikidata |
|        | Torre del Beà                 | masia        | Sunyer                        |                      |                      | 41° 30′ 40″ N, 0° 35′ 57″ E / 41.5111296721415°N,0.599060295904372°E |                                            |                     | Modifica les dades a Wikidata |
|        | Can Macip                     | masia        | Torres de Segre               |                      |                      | 41° 31′ 19″ N, 0° 30′ 01″ E / 41.5218668350019°N,0.500273964504394°E |                                            |                     | Modifica les dades a Wikidata |
|        | la Torre del Nino             | masia        | Torres de Segre               |                      |                      | 41° 31′ 06″ N, 0° 29′ 47″ E / 41.5182609889689°N,0.496398382720432°E |                                            |                     | Modifica les dades a Wikidata |
|        | Mas Cardó                     | masia        | Torres de Segre               |                      |                      | 41° 30′ 41″ N, 0° 29′ 47″ E / 41.5112716494536°N,0.496380295196419°E |                                            |                     | Modifica les dades a Wikidata |
|        | Mas d'Antoni Móra             | masia        | Torres de Segre               |                      |                      | 41° 34′ 41″ N, 0° 27′ 00″ E / 41.5781871377162°N,0.450028437566544°E |                                            |                     | Modifica les dades a Wikidata |
|        | Mas d'Arturo Cameta           | masia        | Torres de Segre               |                      |                      | 41° 34′ 16″ N, 0° 27′ 19″ E / 41.5711981652617°N,0.455304606958122°E |                                            |                     | Modifica les dades a Wikidata |
|        | Mas de Cinto Esteve           | masia        | Torres de Segre               |                      |                      | 41° 34′ 19″ N, 0° 27′ 25″ E / 41.5719559757515°N,0.456989881287639°E |                                            |                     | Modifica les dades a Wikidata |
|        | Mas de Claret                 | masia        | Torres de Segre               |                      |                      | 41° 29′ 56″ N, 0° 29′ 15″ E / 41.4990277748636°N,0.487519937407593°E |                                            |                     | Modifica les dades a Wikidata |
|        | Mas de Guixers                | masia        | Torres de Segre               |                      |                      | 41° 29′ 38″ N, 0° 30′ 29″ E / 41.4938083622244°N,0.507989953463585°E |                                            |                     | Modifica les dades a Wikidata |
|        | Mas de Jordi                  | masia        | Torres de Segre               |                      |                      | 41° 34′ 55″ N, 0° 26′ 33″ E / 41.5818185073457°N,0.442412564652761°E |                                            |                     | Modifica les dades a Wikidata |
|        | Mas de Jordi Calderó          | masia        | Torres de Segre               |                      |                      | 41° 34′ 41″ N, 0° 27′ 38″ E / 41.5781438568352°N,0.460681161386199°E |                                            |                     | Modifica les dades a Wikidata |
|        | Mas de l'Aiguader             | masia        | Torres de Segre               |                      |                      | 41° 32′ 09″ N, 0° 31′ 44″ E / 41.5357402285439°N,0.528759105566494°E |                                            |                     | Modifica les dades a Wikidata |
|        | Mas de l'Auró                 | masia        | Torres de Segre               |                      |                      | 41° 30′ 29″ N, 0° 29′ 40″ E / 41.5080980621706°N,0.49457362203462°E  |                                            |                     | Modifica les dades a Wikidata |
|        | Mas de la Lupa                | masia        | Torres de Segre               |                      |                      | 41° 33′ 49″ N, 0° 30′ 07″ E / 41.5637183393832°N,0.501886417155121°E |                                            |                     | Modifica les dades a Wikidata |
|        | Mas de la Negra               | masia        | Torres de Segre               |                      |                      | 41° 30′ 07″ N, 0° 29′ 08″ E / 41.5019292779103°N,0.485526806909232°E |                                            |                     | Modifica les dades a Wikidata |
|        | Mas de la Quitèria            | masia        | Torres de Segre               |                      |                      | 41° 30′ 40″ N, 0° 30′ 12″ E / 41.5111776413174°N,0.503237649660529°E |                                            |                     | Modifica les dades a Wikidata |
|        | Mas de la Tova                | masia        | Torres de Segre               |                      |                      | 41° 32′ 45″ N, 0° 31′ 31″ E / 41.5458695808461°N,0.525280175200488°E |                                            |                     | Modifica les dades a Wikidata |
|        | Mas de la Valleta             | masia        | Torres de Segre               |                      |                      | 41° 30′ 11″ N, 0° 30′ 16″ E / 41.5031688410676°N,0.504384148448337°E |                                            |                     | Modifica les dades a Wikidata |
|        | Mas de la Vinya de Ribes      | masia        | Torres de Segre               |                      |                      | 41° 31′ 23″ N, 0° 30′ 01″ E / 41.522930780344°N,0.500328866644251°E  |                                            |                     | Modifica les dades a Wikidata |
|        | Mas de Mequinensa             | masia        | Torres de Segre               |                      |                      | 41° 34′ 19″ N, 0° 28′ 14″ E / 41.5720330480712°N,0.470683169393966°E |                                            |                     | Modifica les dades a Wikidata |
|        | Mas de Notari                 | masia        | Torres de Segre               |                      |                      | 41° 29′ 50″ N, 0° 29′ 29″ E / 41.497265661163°N,0.49140654066585°E   |                                            |                     | Modifica les dades a Wikidata |
|        | Mas de Patet                  | masia        | Torres de Segre               |                      |                      | 41° 30′ 10″ N, 0° 29′ 46″ E / 41.502769301581°N,0.49598615139112°E   |                                            |                     | Modifica les dades a Wikidata |
|        | Mas de Ribes                  | masia        | Torres de Segre               |                      |                      | 41° 30′ 39″ N, 0° 32′ 54″ E / 41.5107546170451°N,0.548438022474505°E |                                            |                     | Modifica les dades a Wikidata |
|        | Mas de Vernis                 | masia        | Torres de Segre               |                      |                      | 41° 34′ 18″ N, 0° 28′ 16″ E / 41.5716571874213°N,0.471201555119816°E |                                            |                     | Modifica les dades a Wikidata |
|        | Mas de Vilaplana              | masia        | Torres de Segre               |                      |                      | 41° 29′ 59″ N, 0° 29′ 25″ E / 41.4997355706031°N,0.490235965449536°E |                                            |                     | Modifica les dades a Wikidata |
|        | Mas del Baltasar              | masia        | Torres de Segre               |                      |                      | 41° 30′ 45″ N, 0° 30′ 00″ E / 41.5125117193116°N,0.49997510062695°E  |                                            |                     | Modifica les dades a Wikidata |
|        | Mas del Cosepe                | masia        | Torres de Segre               |                      |                      | 41° 31′ 44″ N, 0° 31′ 26″ E / 41.528854179265°N,0.523915575081937°E  |                                            |                     | Modifica les dades a Wikidata |
|        | Mas del Cove                  | masia        | Torres de Segre               |                      |                      | 41° 29′ 58″ N, 0° 29′ 55″ E / 41.4995011435102°N,0.498487181072626°E |                                            |                     | Modifica les dades a Wikidata |
|        | Mas del Jaumot                | masia        | Torres de Segre               |                      |                      | 41° 32′ 29″ N, 0° 31′ 21″ E / 41.5414927525347°N,0.52236631977416°E  |                                            |                     | Modifica les dades a Wikidata |
|        | Mas del Joanet de Coret       | masia        | Torres de Segre               |                      |                      | 41° 30′ 22″ N, 0° 29′ 24″ E / 41.5059892071291°N,0.489970369840865°E |                                            |                     | Modifica les dades a Wikidata |
|        | Mas del Mingo                 | masia        | Torres de Segre               |                      |                      | 41° 35′ 25″ N, 0° 26′ 41″ E / 41.5901845033755°N,0.444805402216562°E |                                            |                     | Modifica les dades a Wikidata |
|        | Mas del Patei                 | masia        | Torres de Segre               |                      |                      | 41° 29′ 31″ N, 0° 31′ 05″ E / 41.4918118752014°N,0.518116464840163°E |                                            |                     | Modifica les dades a Wikidata |
|        | Mas del Pedrico               | masia        | Torres de Segre               |                      |                      | 41° 30′ 08″ N, 0° 29′ 21″ E / 41.5023531329317°N,0.48926026563065°E  |                                            |                     | Modifica les dades a Wikidata |
|        | Mas del Pelegrí               | masia        | Torres de Segre               |                      |                      | 41° 28′ 36″ N, 0° 31′ 58″ E / 41.4765852753204°N,0.532912921975406°E |                                            |                     | Modifica les dades a Wikidata |
|        | Mas del Pubill                | masia        | Torres de Segre               |                      |                      | 41° 30′ 28″ N, 0° 34′ 02″ E / 41.5078952302691°N,0.567308992171842°E |                                            |                     | Modifica les dades a Wikidata |
|        | Mas del Ton del Roc           | masia        | Torres de Segre               |                      |                      | 41° 30′ 49″ N, 0° 30′ 19″ E / 41.5136106949969°N,0.505372843193969°E |                                            |                     | Modifica les dades a Wikidata |
|        | Mas del Venturet              | masia        | Torres de Segre               |                      |                      | 41° 33′ 19″ N, 0° 30′ 49″ E / 41.5551936670866°N,0.513713487130023°E |                                            |                     | Modifica les dades a Wikidata |
|        | Mas del Xirigoti              | masia        | Torres de Segre               |                      |                      | 41° 28′ 35″ N, 0° 31′ 42″ E / 41.4763634148319°N,0.528454421775581°E |                                            |                     | Modifica les dades a Wikidata |
|        | Maset d'Eusèbio               | masia        | Torres de Segre               |                      |                      | 41° 28′ 31″ N, 0° 31′ 29″ E / 41.4753628641436°N,0.524648330322371°E |                                            |                     | Modifica les dades a Wikidata |
|        | Maset de Notari               | masia        | Torres de Segre               |                      |                      | 41° 28′ 45″ N, 0° 31′ 32″ E / 41.479094390123°N,0.52564069542055°E   |                                            |                     | Modifica les dades a Wikidata |
|        | Masia de la Morera            | masia        | Torres de Segre               |                      |                      | 41° 30′ 25″ N, 0° 30′ 32″ E / 41.5068331609094°N,0.508892079806588°E |                                            |                     | Modifica les dades a Wikidata |
|        | Sarroca                       | masia        | Torres de Segre               |                      |                      | 41° 30′ 50″ N, 0° 29′ 52″ E / 41.5139768889418°N,0.4977738109367°E   |                                            |                     | Modifica les dades a Wikidata |
|        | Torre de Gomar                | masia        | Torres de Segre               |                      |                      | 41° 31′ 31″ N, 0° 30′ 42″ E / 41.5253854659644°N,0.511763595206581°E |                                            |                     | Modifica les dades a Wikidata |
|        | Torre de la Companyia         | masia        | Torres de Segre               |                      |                      | 41° 31′ 29″ N, 0° 31′ 29″ E / 41.524833983201°N,0.524596263627476°E  |                                            |                     | Modifica les dades a Wikidata |
|        | Torre de la Creu              | masia        | Torres de Segre               |                      |                      | 41° 32′ 45″ N, 0° 30′ 37″ E / 41.5458182191777°N,0.510392452053371°E |                                            |                     | Modifica les dades a Wikidata |
|        | Torre de Notari               | masia        | Torres de Segre               |                      |                      | 41° 32′ 16″ N, 0° 30′ 28″ E / 41.5377754829065°N,0.507896152984492°E |                                            |                     | Modifica les dades a Wikidata |
|        | Torre de Ribes                | masia        | Torres de Segre               | 116                  |                      | 41° 32′ 43″ N, 0° 30′ 41″ E / 41.545336°N,0.5114°E                   |                                            |                     | Modifica les dades a Wikidata |
|        | Torre del Beà                 | masia        | Torres de Segre               |                      |                      | 41° 32′ 00″ N, 0° 32′ 02″ E / 41.5332575859089°N,0.533935790074604°E |                                            |                     | Modifica les dades a Wikidata |
|        | Torre del Mec                 | masia        | Torres de Segre               |                      |                      | 41° 32′ 09″ N, 0° 31′ 52″ E / 41.5358109941436°N,0.531213670236194°E |                                            |                     | Modifica les dades a Wikidata |
|        | Torre del Minguet             | masia        | Torres de Segre               |                      |                      | 41° 32′ 38″ N, 0° 30′ 49″ E / 41.5438858197556°N,0.513487625789361°E |                                            |                     | Modifica les dades a Wikidata |
|        | Torre del Pol                 | masia        | Torres de Segre               |                      |                      | 41° 32′ 50″ N, 0° 30′ 57″ E / 41.547331053016°N,0.51584591646146°E   |                                            |                     | Modifica les dades a Wikidata |
|        | Torre del Prim                | masia        | Torres de Segre               |                      |                      | 41° 32′ 24″ N, 0° 30′ 27″ E / 41.5400197421793°N,0.507558206271374°E |                                            |                     | Modifica les dades a Wikidata |
|        | Torre Ganado                  | masia        | Torres de Segre               |                      |                      | 41° 32′ 15″ N, 0° 31′ 22″ E / 41.5375586974353°N,0.522864182700374°E |                                            |                     | Modifica les dades a Wikidata |
|        | Torre gran de Gomar           | masia        | Torres de Segre               |                      |                      | 41° 31′ 11″ N, 0° 30′ 08″ E / 41.5196600768828°N,0.502336234299159°E |                                            |                     | Modifica les dades a Wikidata |